# Carro de combate

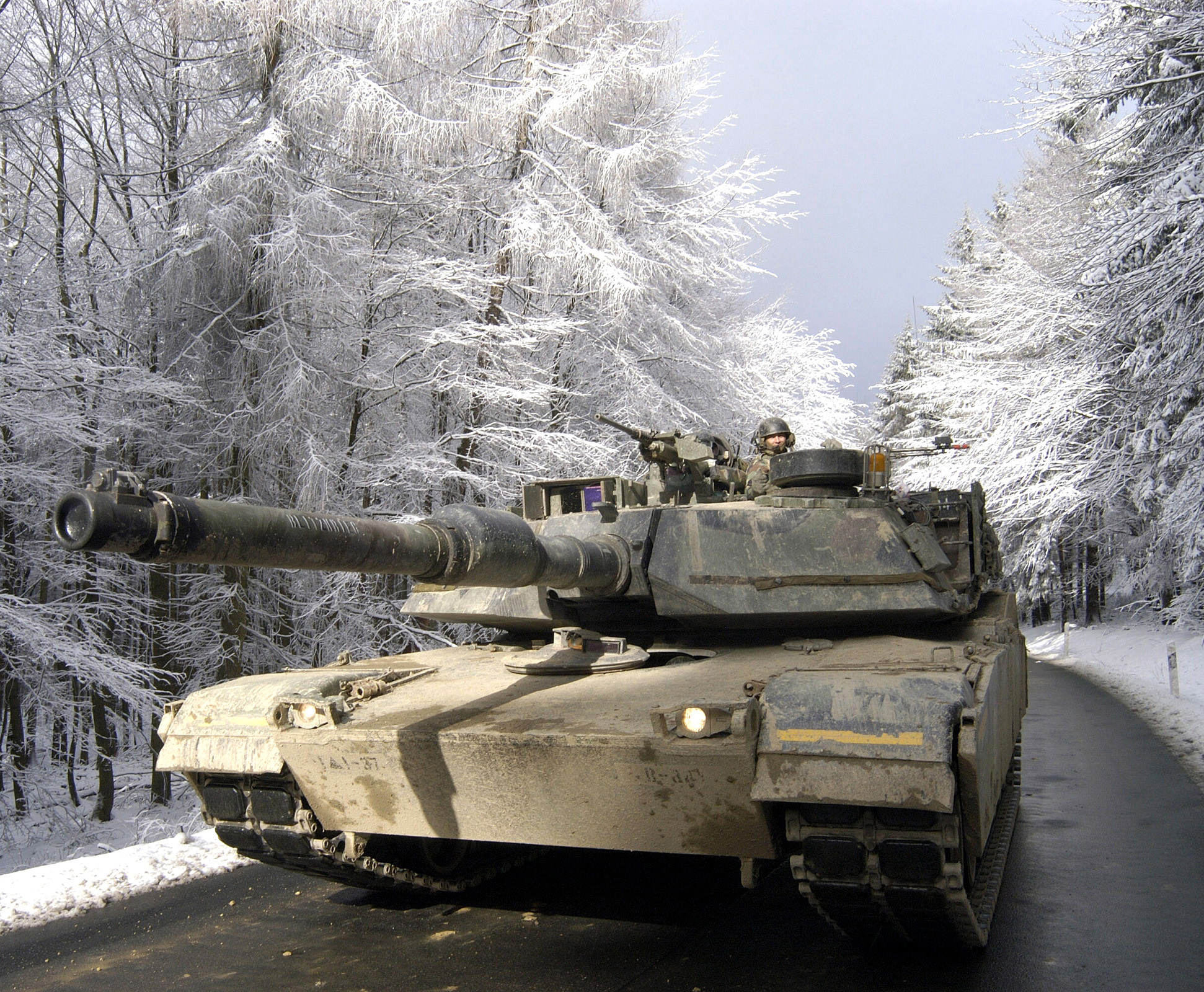
Carro de combate M1 Abrams del Ejército de los Estados Unidos

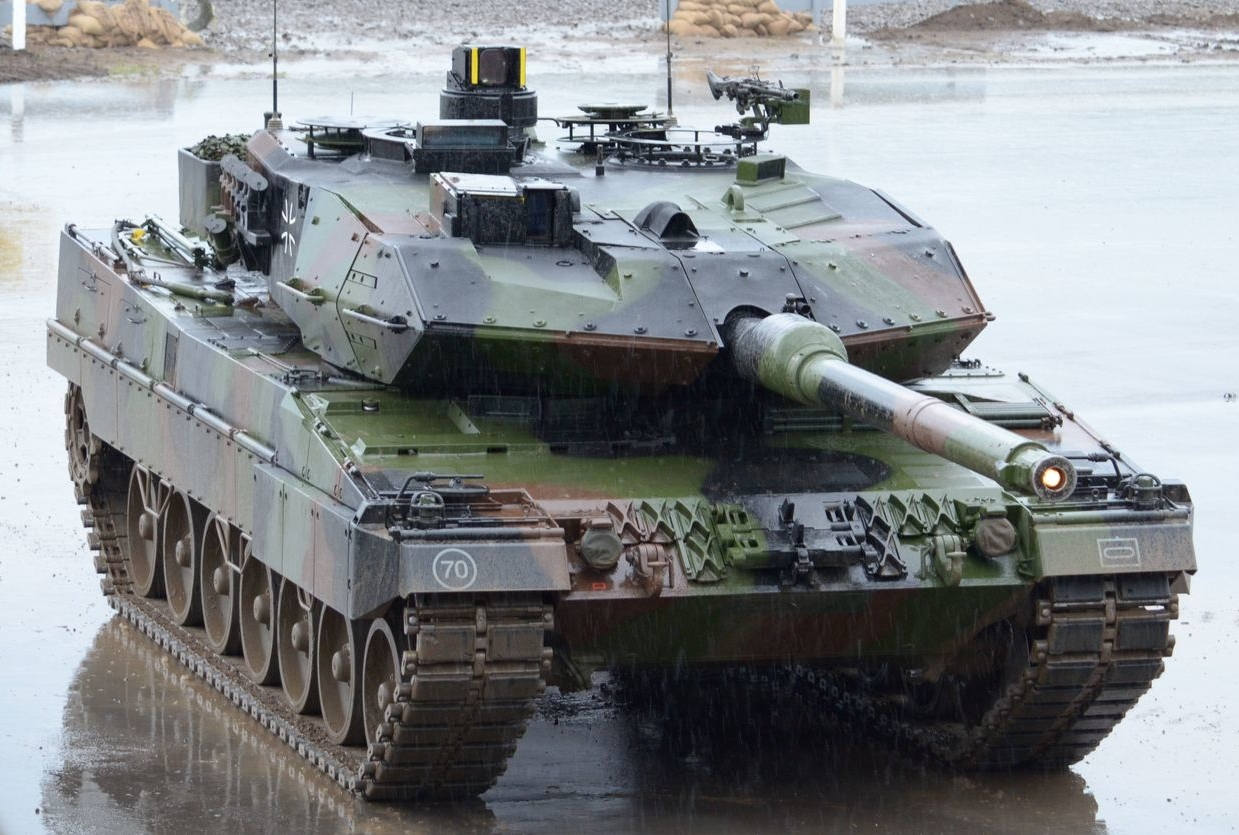
Carro de combate Leopard-2 del Ejército Alemán.

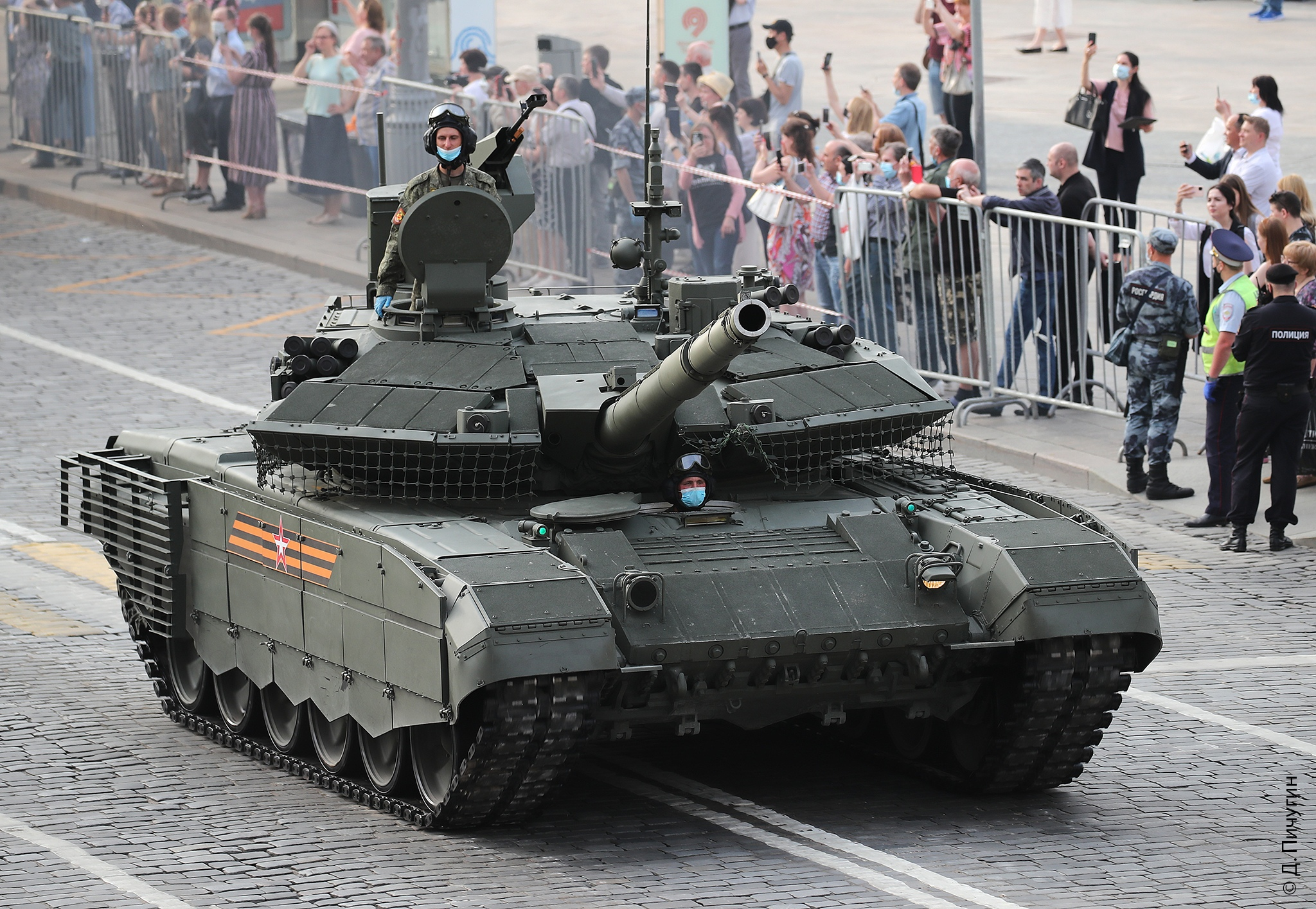
Carro de combate T-90M de las Fuerzas Armadas de Rusia

Un carro de combate, tanque, o simplemente carro, es un vehículo blindado de combate con tracción de orugas o ruedas, diseñado principalmente para enfrentarse a fuerzas enemigas utilizando fuego directo. Un carro de combate se caracteriza por tener armas de alto poder de fuego, un blindaje pesado, así como por un alto grado de movilidad que le permite cruzar terrenos difíciles a velocidades relativamente altas.
Aunque los carros de combate son caros y requieren de logística, son una de las armas más temibles y versátiles del campo de batalla moderno, tanto por su capacidad de atacar a objetivos terrestres como por su valor al causar pánico en la infantería enemiga. El efecto psicológico sobre los soldados enemigos por la presencia del carro de combate en el campo de batalla es denominado acción de choque.
Los carros de combate son máquinas de ataque con gran potencia, raramente operan en solitario, están organizados en unidades blindadas en fuerzas combinadas. Sin ellos, los carros de combate, a pesar de su blindaje y movilidad, serían vulnerables a la infantería, las minas terrestres y la artillería.
Estos vehículos tienen desventajas en bosques y zonas urbanas, que anulan las ventajas de la capacidad de fuego a larga distancia del vehículo, reducen su movilidad y limitan la capacidad de la tripulación para detectar potenciales amenazas.
Los carros fueron utilizados por primera vez durante la Primera Guerra Mundial para romper la guerra de trincheras, y su papel evolucionó hasta asumir el puesto de la caballería en el campo de batalla. El carro de combate y las tácticas de blindados han sufrido muchas evoluciones durante casi un siglo. Aunque se siguen desarrollando sistemas de armamento y blindajes, muchas naciones han estado reconsiderando la necesidad de tales armas pesadas en un periodo caracterizado por la guerra no convencional.

## Etimología
El nombre de tanque, tank en inglés, apareció en las fábricas británicas: se engañó a los trabajadores para mantener el secreto militar diciéndoles que estaban construyendo depósitos de agua móviles para el ejército, pero estaban produciendo un vehículo de combate.

## Historia
La evolución de la guerra hacia una mayor mecanización llevó a sustituir la caballería pesada o acorazada, también llamada catafracto, por unidades mecánicas que además podían sumar las ventajas de una artillería móvil, al menos en campo abierto, ya que en la lucha urbana los carros de combate resultan mucho menos efectivos.

### Años anteriores 1480-1560
En los años de Leonardo da Vinci, creó algo con fin de proteger a los italianos, creando el tanque da Vinci, un tanque con 30-50 cañones de alto calibre que puede girar 360 grados en forma circular el tanque completo, haciendo también recargas de balas, también el tanque pudo haber tenido cuchillas, pero nunca se creó una nueva versión con ello.

### Primera Guerra Mundial

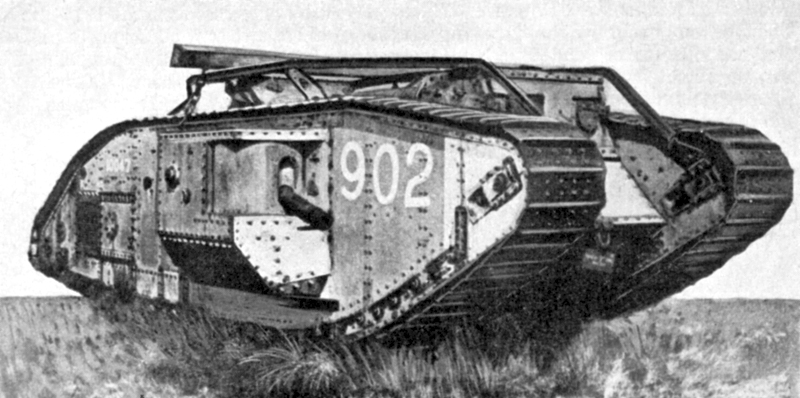
Fotografía de un Mark V* británico.

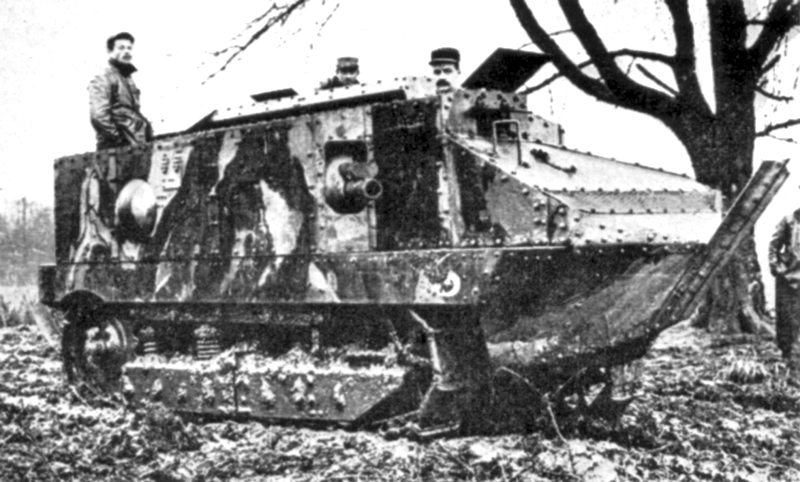
Fotografía del carro de combate francés Schneider CA1.

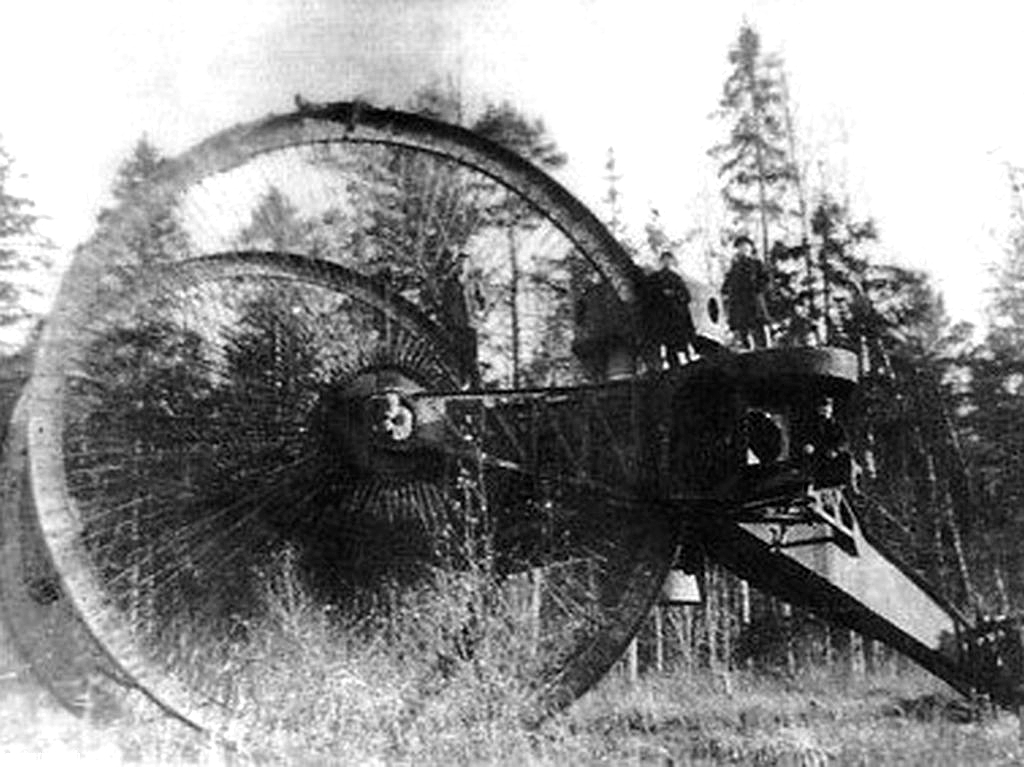
Tanque del Zar, tanque experimental ruso.

Las condiciones de lucha en el frente occidental incitaron al ejército británico a comenzar la investigación de un vehículo autopropulsado que pudiera cruzar trincheras, derribar alambradas y fuera impenetrable al fuego de las ametralladoras. Tras haber visto el Rolls Royce blindado utilizado por la Royal Naval Air Service en 1914, y conocedor de los esquemas para crear un vehículo de combate con tracción de orugas, el Primer Lord del Almirantazgo Winston Churchill patrocinó un comité, el Landships Committee, para supervisar el desarrollo de esta nueva arma.
El Landships Committee creó el primer prototipo con éxito, apodado Little Willie, que fue probado por el ejército británico el 6 de septiembre de 1915. Aunque inicialmente se los denominaba buques de tierra (landship), los primeros vehículos fueron llamados coloquialmente transportes de agua y más tarde tanques, para mantenerlos en secreto. La palabra tanque se empleó para dar la impresión a los trabajadores de que estaban construyendo contenedores de agua móviles para el ejército inglés en Mesopotamia, y tomó carácter oficial el 24 de diciembre de 1915.
El primer caso de carro operativo aconteció cuando el capitán H. W. Mortimore llevó un Mark I al combate durante la batalla del Somme, el 15 de septiembre de 1916. 
Los franceses desarrollaron el Schneider CA1 que se utilizó por primera vez el 16 de abril de 1917 que, después de los malos resultados demostrados, fue sustituido paulatinamente por el Renault FT. Este último instituyó el que sería el formato estándar de un carro: una base blindada con tracción de orugas y una torreta giratoria que lleva instalado el armamento principal. La primera vez que se emplearon carros masivamente durante un combate fue en la batalla de Cambrai, el 20 de noviembre de 1917.
El carro de combate dejaría finalmente la guerra de trincheras obsoleta, y los miles de carros que utilizaron en la guerra las fuerzas británicas y francesas realizaron una contribución significativa.
Los resultados iniciales con los carros fueron variados: los problemas de fiabilidad (y la impaciencia del alto mando) causaban un desgaste considerable en combate. El despliegue en pequeños grupos también disminuyó su valor e impacto táctico. Las fuerzas alemanas sufrieron el choque y carecían de armas contra los carros, aunque descubrieron la munición anticarro y el uso de trincheras más anchas para limitar la movilidad de los carros británicos.
La evolución de las condiciones en el campo de batalla y la falta de fiabilidad continuada forzaron a los carros aliados a continuar desarrollándose durante el resto de la guerra, produciendo nuevos modelos como el Mark V, que podía abrirse paso ante obstáculos grandes, especialmente trincheras amplias.
Alemania dispuso de una pequeña cantidad de carros, principalmente capturados, durante la Primera Guerra Mundial. Solo llegaron a producir aproximadamente veinte carros de su propio diseño, el Sturmpanzerwagen A7V.

### Período de entreguerras

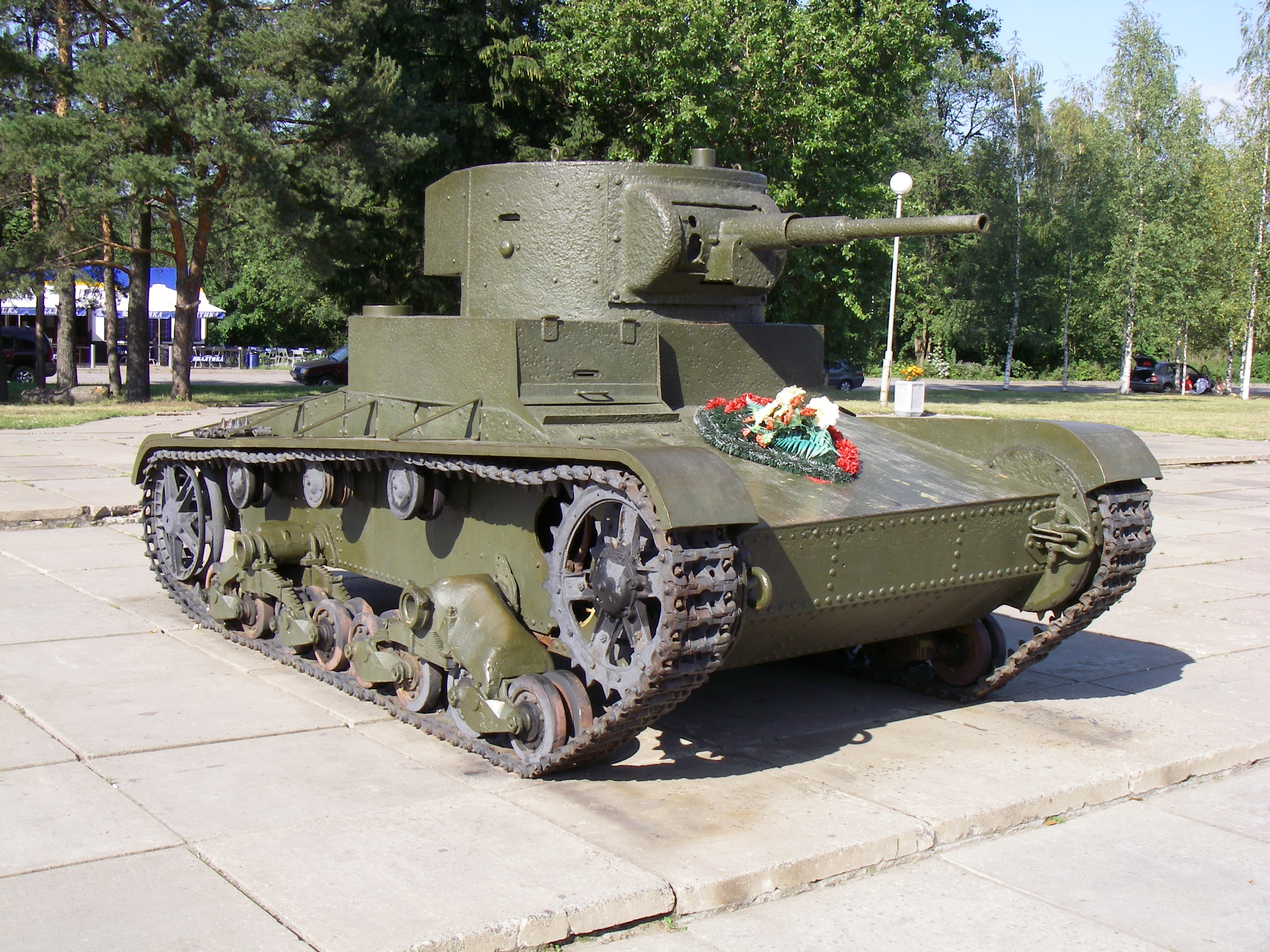
Carro de combate ruso T-26.

Con el concepto del carro de combate ya establecido, varias naciones diseñaron y construyeron carros entre las dos guerras mundiales. Los diseños británicos eran los más avanzados, debido en gran parte a su interés en una fuerza blindada durante los años 1920. En Francia no alcanzaron tanto desarrollo durante los primeros años del período de entreguerras debido al estado de su economía.
El caso de Alemania y Rusia fue especial. Alemania estaba fuertemente limitada y controlada a causa del Tratado de Versalles y Rusia sufría un bloqueo internacional al tratarse de un país comunista, lo que hacía temer a los dirigentes de las potencias occidentales que su ideología pudiera contagiarse a sus propias naciones. Como resultado de dichas presiones, ambos países firmaron el Tratado de Rapallo (1922), que rompía el bloqueo de Rusia. Este tratado se amplió con cláusulas secretas que permitieron desarrollar los respectivos ejércitos en territorio soviético. Ya en 1929 ambos ejércitos participaban conjuntamente en la mejora de los carros y el entrenamiento de sus tripulaciones.
Estados Unidos realizó poco desarrollo durante este período porque el arma de caballería era más veterana que la de blindados y logró absorber la mayoría de la financiación destinada al desarrollo del carro de combate. Incluso George S. Patton, que tenía experiencia con carros en la guerra, fue transferido del arma de blindados al de caballería.
Durante este tiempo, fueron comunes varias clases de carros, la mayoría desarrollados en el Reino Unido. Los carros ligeros, que solían pesar diez toneladas o menos, se utilizaban principalmente para el reconocimiento y llevaban un cañón ligero que era útil contra otros carros ligeros. Los medios, o de crucero (como se les conocía en el Reino Unido), eran algo más pesados y pensados para recorridos de grandes distancias a altas velocidades. Finalmente, los carros pesados o de infantería, que estaban muy blindados y eran generalmente muy lentos.
La idea completa era utilizar los carros de infantería conjuntamente con la infantería para efectuar una ruptura, sobreviviendo al fuego antitanque enemigo gracias a su blindaje pesado. Una vez que esta fuerza combinada destruyera la línea enemiga, se enviarían grupos de carros a través de la brecha abierta, atacando muy por detrás de las líneas los suministros y unidades de mando. Esta táctica de golpe en dos fases fue la táctica de combate básica de las formaciones de carros británicos y fue adoptada por los alemanes como un componente esencial del concepto de guerra relámpago (Blitzkrieg).
La doctrina de J.F.C. Fuller fue la fuente para el trabajo de los principales estrategas: Hobart en el Reino Unido, Guderian en Alemania, Chaffee en Estados Unidos, Charles de Gaulle en Francia y Mijaíl Tujachevsky en la Unión Soviética. Todos llegarían a conclusiones similares. La integración de Tujachevsky de los rastreadores aerotransportados era la más sofisticada y discutible; solo Alemania realmente pondría en práctica la teoría y, con tácticas superiores, hicieron de la Blitzkrieg un arma efectiva.
Se había pensado en el combate entre carros, pero se enfocaba más el uso de artillería antitanque y similares, como los cazacarros. Esto se aplicó más en los Estados Unidos, donde se esperaba que los carros evitaran a los blindados enemigos, y que se enfrentasen unidades dedicadas a cazacarros. Gran Bretaña tomó el mismo camino, y ambos produjeron tanques ligeros con la esperanza de que la velocidad evitase su destrucción. Sin embargo, se comprobó en la práctica que estas esperanzas no estaban bien fundadas.
Como aumentaba el número de carros en el campo de batalla, la posibilidad de encuentros crecía hasta el punto de que los carros de combate tuvieron que ser también vehículos anticarro. Sin embargo, los carros de combate diseñados para hacer frente solo a otros blindados eran relativamente vulnerables contra otras amenazas y no satisfacían el papel de apoyo a la infantería. La vulnerabilidad del fuego de tanques y antitanques llevó a un rápido proceso de aumento de blindaje y del armamento en casi todos los diseños. La forma del tanque, pensada al principio para traspasar obstáculos, ahora se convirtió en un beneficio, pues presentaba un perfil bajo para la ocultación y la estabilidad.

### Segunda Guerra Mundial

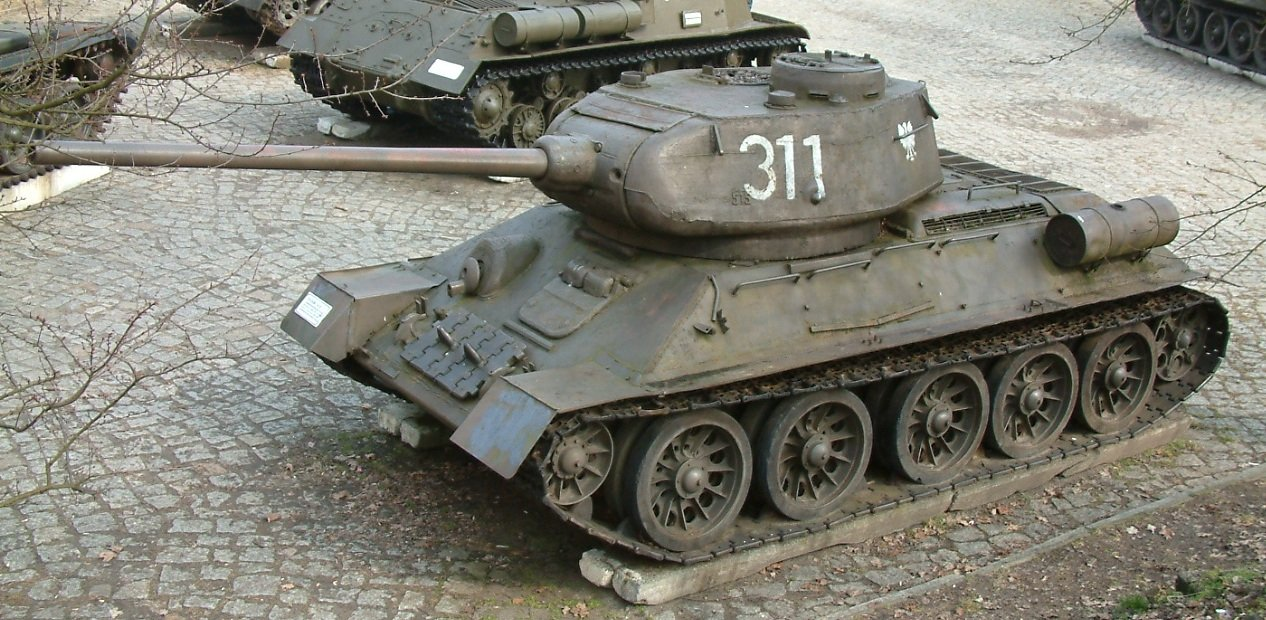
El T-34-85 soviético, uno de los mejores tanques de la Segunda Guerra Mundial.

Durante la Segunda Guerra Mundial se dieron avances en el diseño de tanques. Los alemanes inicialmente presentaron a combate tanques poco blindados y con armas ligeras, como el Panzer I, que se había creado con la intención de usarse solo en entrenamientos. Estos tanques ligeros pero rápidos y otros elementos blindados fueron un elemento clave en la guerra relámpago. Durante la guerra todas las fuerzas incrementaron en gran medida la potencia de fuego y el blindaje de sus tanques: el Panzer I solo tenía dos ametralladoras, mientras que el Panzer IV llevaba un cañón de 75 mm y pesaba menos de 20 t. Al final de la guerra, el tanque mediano alemán, el Panther, disponía de un cañón rápido de 75 mm y pesaba 45 t.
Otro de los avances durante la guerra fue la mejora de los sistemas de suspensión. La calidad de la suspensión era un determinante principal para el rendimiento del tanque en el campo. Los tanques con suspensión limitada proporcionaban frecuentes sacudidas a la tripulación, limitando la velocidad y haciendo que el disparo en movimiento fuera prácticamente imposible. Los nuevos sistemas, como la barra de torsión y la suspensión Christie, mejoraron el funcionamiento, permitiendo al Panther cruzar terrenos a velocidades que habrían sido difíciles para otros modelos antiguos aún en uso.

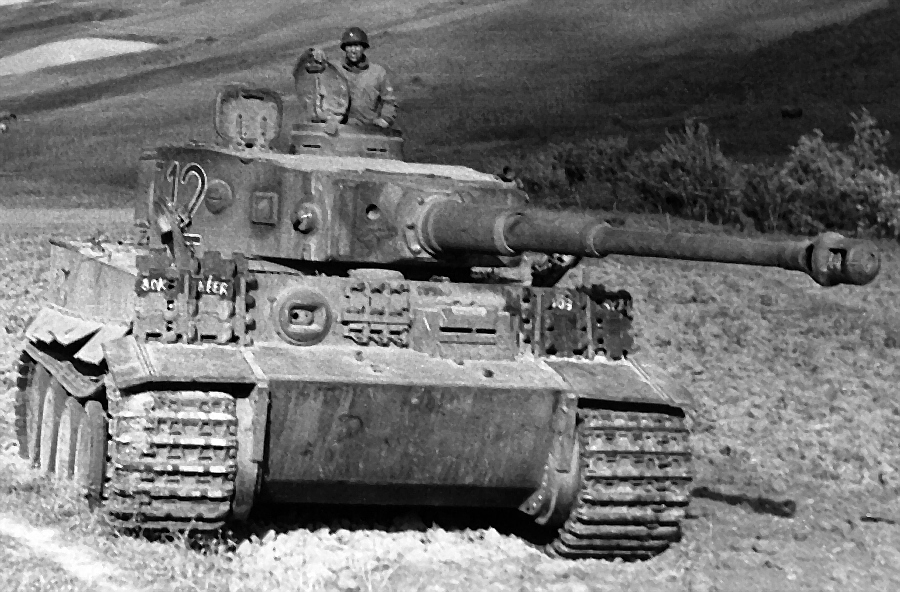
Panzer VI Tiger alemán, uno de los carros pesados de la Segunda Guerra Mundial.

En ese momento, la mayoría de los carros de combate estaban equipados con radios, lo que mejoraba la coordinación de las unidades. El chasis del carro fue adaptado a un amplio número de necesidades militares, incluyendo la limpieza de minas y tareas de ingenieros. Las principales potencias desarrollaron asimismo armas autopropulsadas específicas: artillería, cazacarros y cañones de asalto. Los cazacarros rusos y alemanes eran más baratos y sencillos que los carros, mientras que los cazacarros británicos y estadounidenses apenas se diferenciaban de los carros de combate.
Las torretas, que no eran una característica universal con anterioridad, fueron reconocidas como un elemento correcto. Se estimó que si el cañón del carro de combate debía ser utilizado para enfrentarse a blancos blindados, entonces necesitaba ser grande y de tanto alcance como fuese posible, teniendo un cañón que pudiera disparar a cualquier punto. Los diseños de carros con múltiples torretas, como los soviéticos T-35 y T-28 fueron abandonados durante la Segunda Guerra Mundial. La mayoría de los carros mantuvieron una ametralladora en el casco.

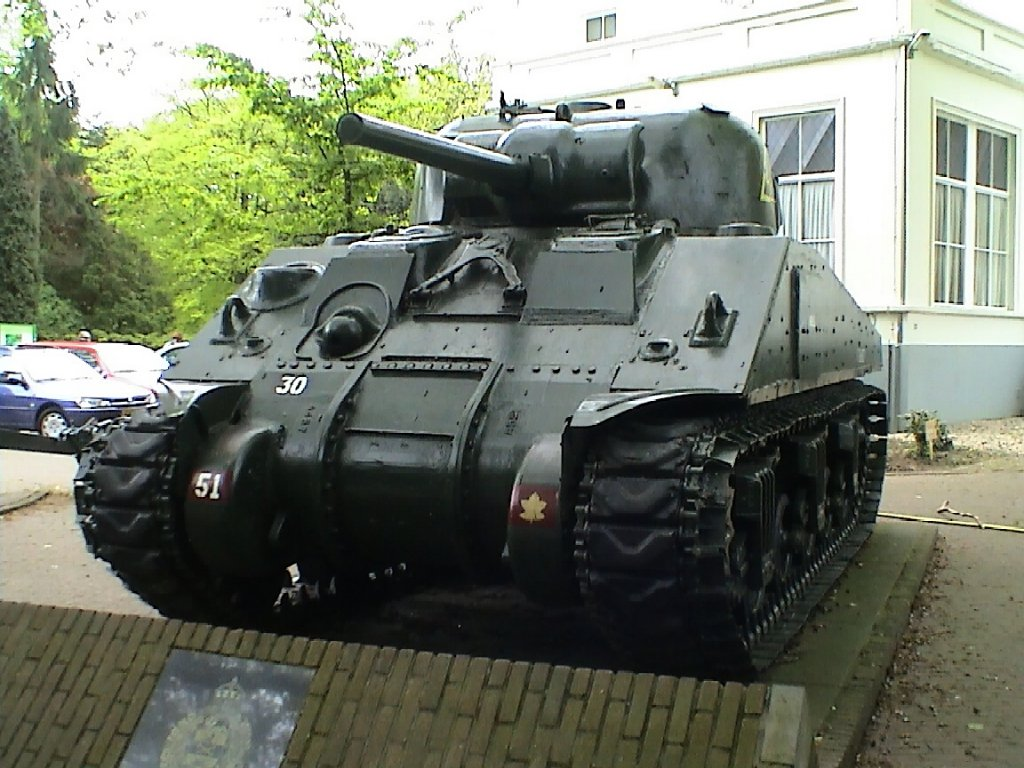
M4 Sherman estadounidense en un museo de Holanda.

### Guerra Fría y posteriores
Tras la Segunda Guerra Mundial, el desarrollo del carro de combate continuó con la mejoras de las clases medianas y pesadas. Los tanques ligeros se limitaban a labores de reconocimiento y, en Estados Unidos, como apoyo a fuerzas aerotransportadas. Sin embargo, las limitaciones de peso de los transportes aéreos hacían imposible construir un tanque ligero práctico, y esta clase fue desapareciendo con el paso del tiempo.
La combinación de mejores suspensiones y motores permitió a los tanques medios de finales de la guerra superar a los primeros tanques pesados. Con añadir algo más de blindaje y motores algo más grandes para compensar, los carros medios quedaron protegidos contra la mayoría de las armas antitanque, mientras que su movilidad se mantenía.

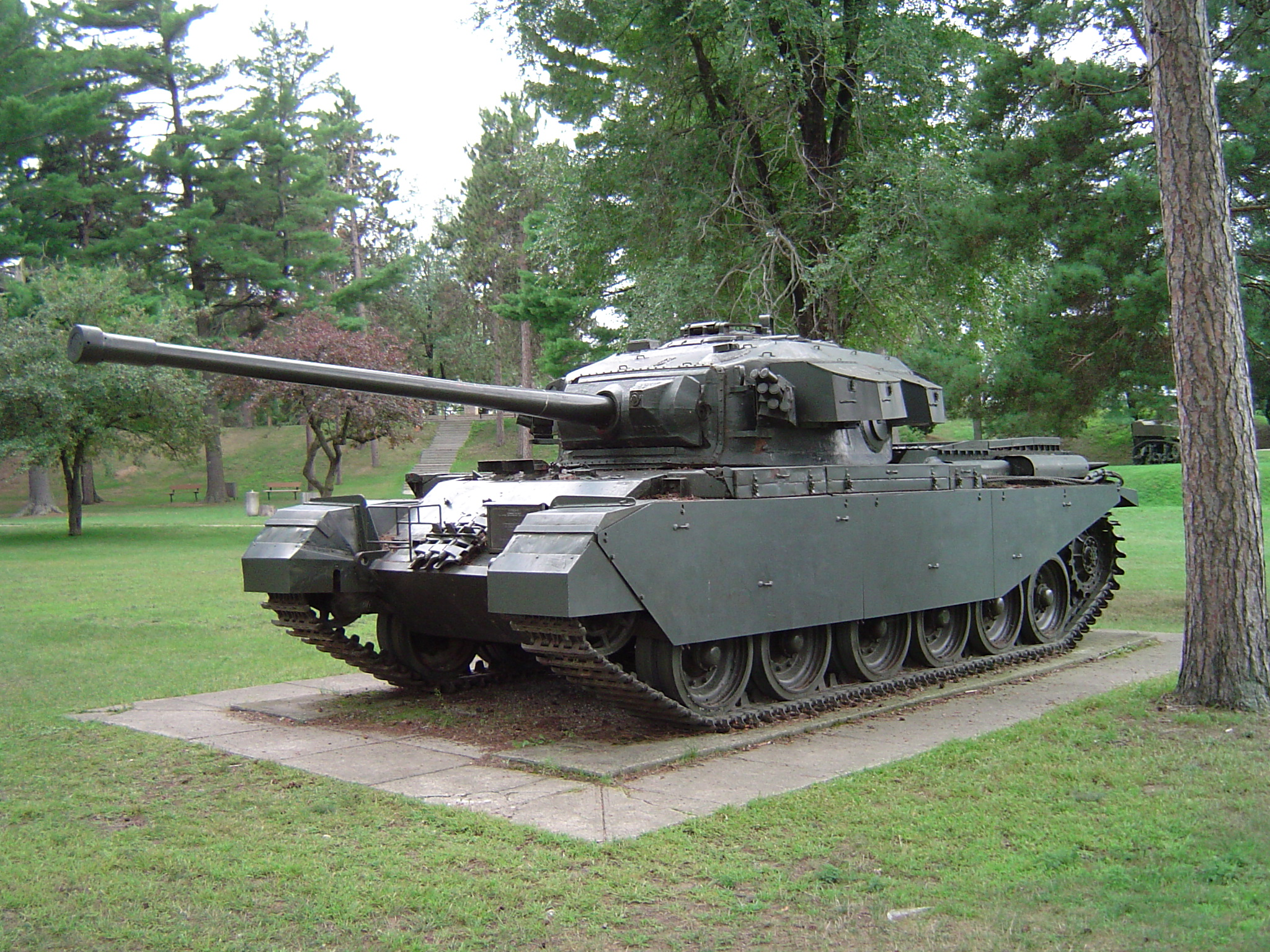
El Centurión británico, considerado el primer tanque de combate principal.

Algunos consideran al Panther como el punto de inflexión y como base para los diseños posteriores. Sin embargo, el Panther no estaba demasiado blindado ni podía luchar contra los tanques pesados en igualdad de condiciones. Se considera generalmente al tanque británico Centurión como el primer tanque de esta nueva generación, pues era capaz de resistir el impacto del famoso cañón 88 mm alemán; estaba armado con el cañón Royal Ordnance L7 de 105 mm, superior a cualquier otro en el campo de batalla, y podía alcanzar los 56 km/h gracias a su motor Meteor de 650 cv.
El Centurión reemplazó a todos los tanques medios británicos e impulsó a la desaparición del tanque pesado, convirtiéndose en lo que los británicos llamarían Universal Tank («tanque universal»), que pronto sería conocido como «carro de combate principal» (o Main Battle Tank, MBT).
En respuesta a la amenaza de los misiles guiados anticarro, se trasladó el foco de desarrollo del grosor del blindaje a la tecnología del blindaje. La tecnología del cañón se mantuvo similar a las décadas anteriores, con la mayoría de los carros de combate utilizando un sistema de carga manual, pero con grandes avances en la efectividad de la munición.
Aunque los papeles y rasgos básicos de los tanques fueron casi todos desarrollados en el final de la Primera Guerra Mundial, las prestaciones de las contrapartidas en el siglo XXI se habían incrementado en un orden de magnitud. Se habían refinado en respuesta a las amenazas siempre cambiantes y los requisitos, especialmente contra otros tanques. Las avanzadas capacidades de los tanques se equilibraron con el desarrollo de otros carros de combate y el continuo desarrollo de armas antitanque.

## Diseño
Los tres factores determinantes tradicionales que determinan la efectividad del carro de combate son la potencia de fuego, la movilidad y la protección. 
1. La potencia de fuego es la capacidad de un tanque de derrotar a un blanco. Para esto hay que tener en cuenta la distancia máxima en la que el blanco puede ser atacado, la capacidad de atacar a blancos móviles, la velocidad con la que puede atacar múltiples objetivos y la capacidad de derrotar vehículos blindados o infantería atrincherada.
2. La movilidad incluye la velocidad y agilidad a campo través, los tipos de terreno que puede cubrir, las dimensiones de los obstáculos, trincheras y aguas que puede cruzar, la capacidad de cruzar puentes pequeños y la distancia que puede recorrer antes de necesitar ser reaprovisionado de combustible. La movilidad estratégica incluye además la capacidad de viajar a altas velocidades en carreteras y la posibilidad de ser transportado en trenes o camiones.
3. La protección es la cantidad y el tipo de blindaje, cómo han sido colocados los refuerzos y qué áreas se priorizan (torreta y frente) en detrimento de otras (parte posterior). Asimismo, se consideran factores positivos la silueta baja, el ruido no excesivo y el mínimo rastro térmico; se valoran también las contramedidas activas y otros medios de evitar fuego enemigo, así como la capacidad de continuar luchando después de recibir daños.

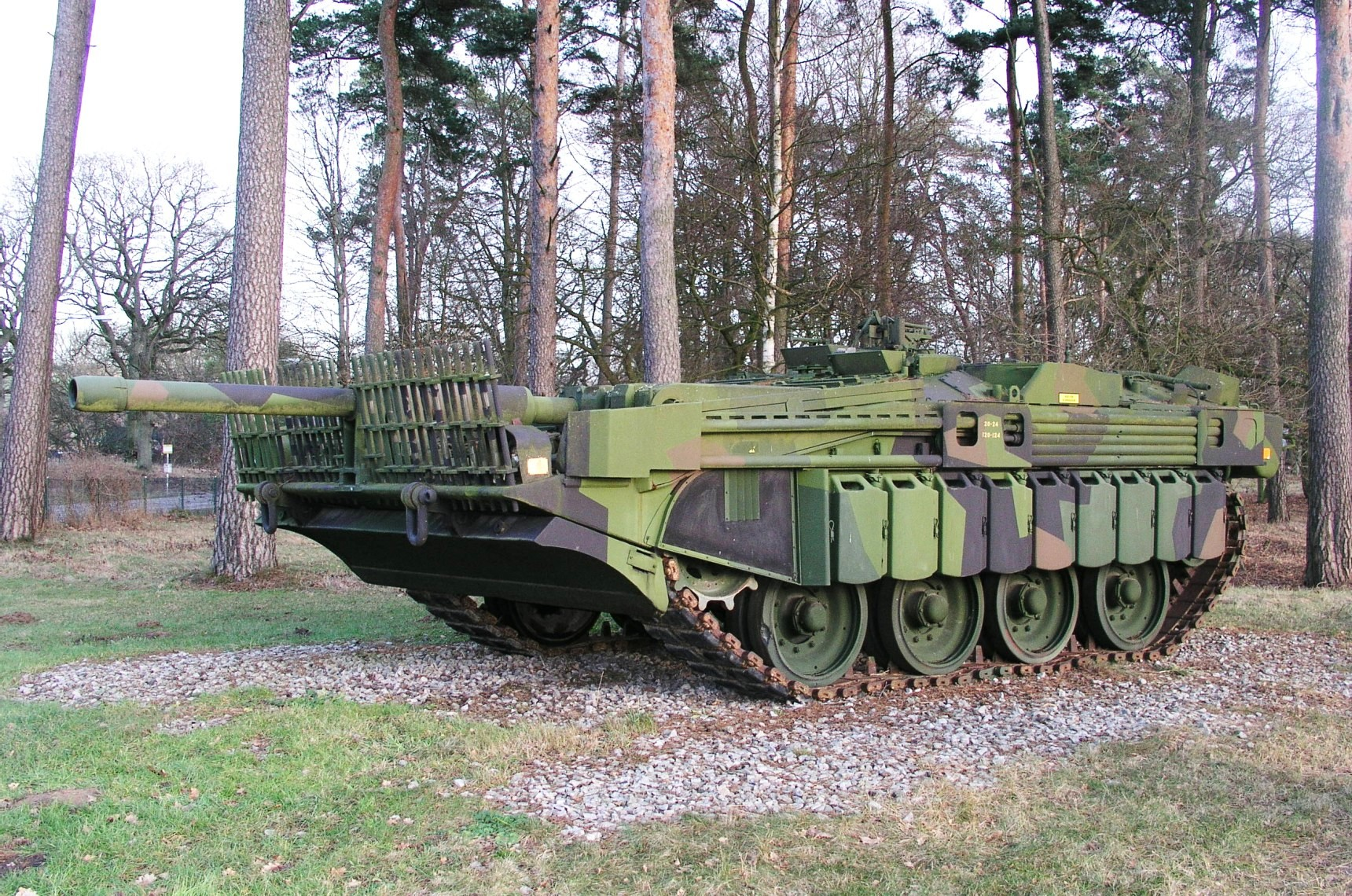
El tanque sueco Stridsvagn 103 no tiene el diseño típico con torreta.

El diseño del carro de combate mantiene tradicionalmente un compromiso entre estos tres factores, considerándose que es imposible maximizar los tres: el incremento de blindaje aumentará el peso y, por lo tanto, disminuirá la maniobrabilidad; incrementar la potencia de fuego utilizando un cañón de mayor tamaño reducirá tanto la movilidad y la protección, debido a la reducción de blindaje de la parte frontal de la torreta.
Para alcanzar un equilibrio entre los factores hay que considerar diferentes aspectos, incluyendo las estrategias militares, presupuesto, geografía, voluntad política y la posibilidad de vender el tanque a otros países.
Los países con gran tradición de fabricación han tenido sus propias influencias:
- El Reino Unido ha optado históricamente por mejor potencia de fuego y protección a expensa de algo de movilidad. Gran Bretaña mantiene un pequeño ejército profesional, bien entrenado, por lo que la supervivencia de la tripulación es importante.
- Estados Unidos tiene un ejército numeroso con armamento sofisticado y un entramado complejo de servicios de apoyo móviles. Mientras que se espera que sus tanques estén alejados de unidades de apoyo y reparación, se pone menos énfasis en la capacidad de la tripulación de mantener el tanque por ellos mismos o continuar luchando una vez que se ha recibido daño.
- La Unión Soviética tradicionalmente tuvo tanques sencillos de producir y mantener, como el T-34. El desarrollo de los diseños, controlado por el estado, se realizaba en cambios incrementales. El mantenimiento extensivo se hacía en depósitos especializados.
- Israel es una pequeña pero relativamente rica nación, con limitado personal, en un ambiente político hostil. Su preocupación principal es, por lo tanto, la supervivencia de la tripulación. Con este fin ha sido la única nación en construir un carro de combate principal (MBT) con el motor situado en la parte delantera, para incrementar la protección de su tripulación.Tanque Argentino Mediano en una exposición.

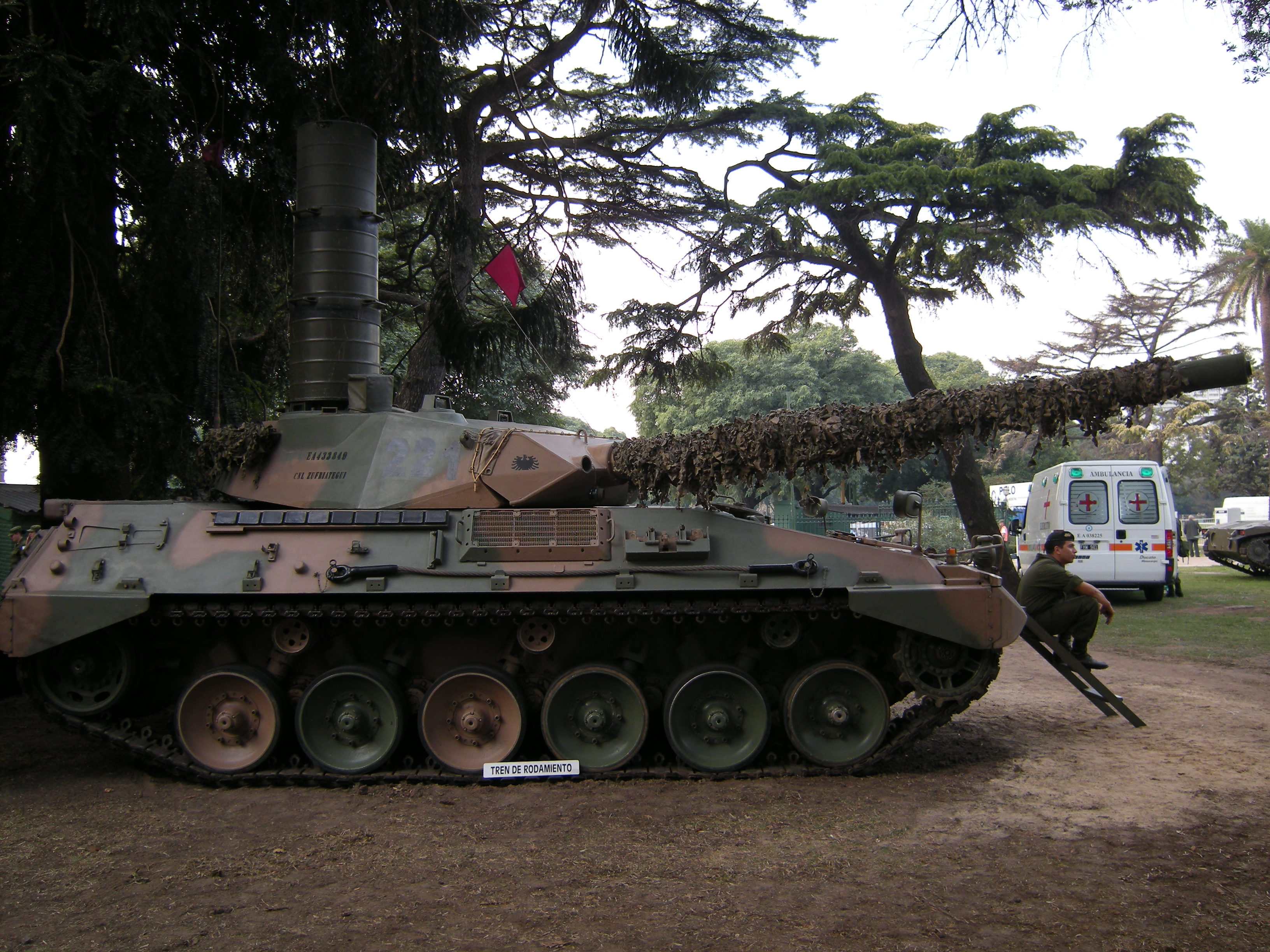
Tanque Argentino Mediano en una exposición.

Otros países, debido a su situación geográfica, no necesitan de grandes tanques para su defensa, sino blindados más pequeños de gran movilidad o incluso solamente tanques ligeros, como es el caso del Ejército Brasileño o el Ejército del Ecuador. Mención aparte merece el TAM (siglas de Tanque Argentino Mediano), un carro de tamaño intermedio cuyo diseño fue encargado por Argentina a Alemania basándose en el casco del Marder y que lleva su motor también en la parte frontal.

## Tripulación

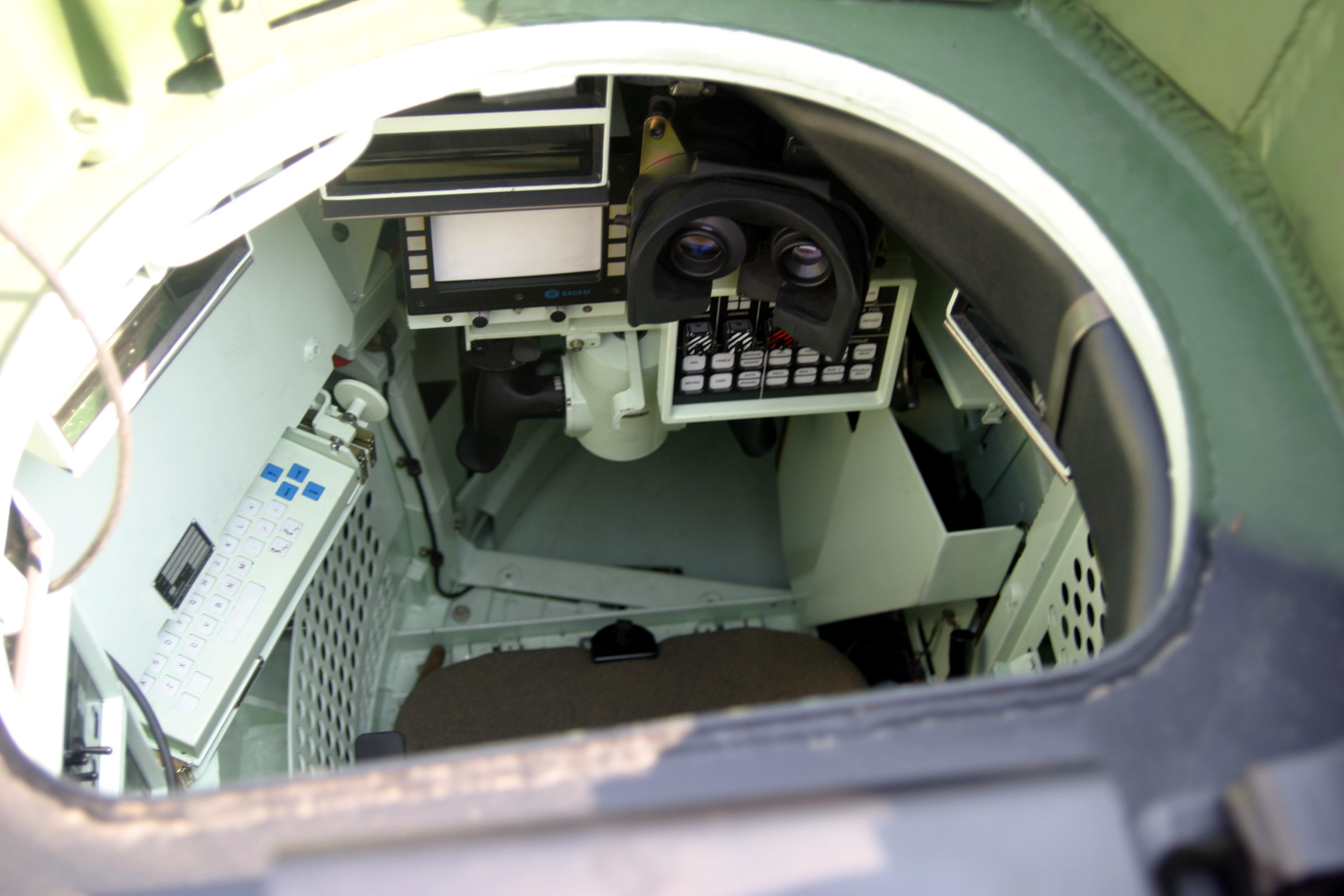
La posición del comandante del tanque en un AMX-56 Leclerc.

Posiciones de la tripulación en un tanque ruso T-72. El conductor del tanque (3) está sentado en la parte delantera, el comandante (1) y el artillero (2) están en la torreta, justo encima del carrusel (4), que contiene la munición para el mecanismo de carga automática.

La mayoría de los tanques modernos suelen tener cuatro tripulantes, o tres si se instala un cargador automático, estos tripulantes son respectivamente:
- Comandante: El comandante es responsable de comandar el tanque, con dispositivos de visión panorámica en lugar de la visión limitada del conductor y el artillero. Guía al artillero aproximadamente hacia el objetivo y lo guía evitando curvas y obstáculos.

- Artillero: El artillero es responsable de apuntar el cañón. Puede ser para fuego directo, donde el cañón se apunta de forma similar a un fusil, o para fuego indirecto, donde los datos de disparo se calculan y se aplican a las miras. El término incluye la puntería automatizada utilizando, por ejemplo, datos del objetivo obtenidos por radar y cañones controlados por ordenador. La orientación del cañón implica mover el eje del ánima en dos planos, horizontal y vertical. El cañón se desplaza (es decir, se gira en un plano horizontal) para alinearlo con el objetivo y se eleva (se mueve en un plano vertical) para orientarlo hacia el objetivo.

- Cargador: El cargador carga el cañón con un proyectil adecuado al objetivo (calor, humo, etc.), según las órdenes del comandante o del artillero. El cargador suele ser el miembro de menor rango de la tripulación. En los tanques con cargadores automáticos, esta posición se omite.

- Conductor: El conductor conduce el tanque y también realiza el mantenimiento rutinario de las características del vehículo.

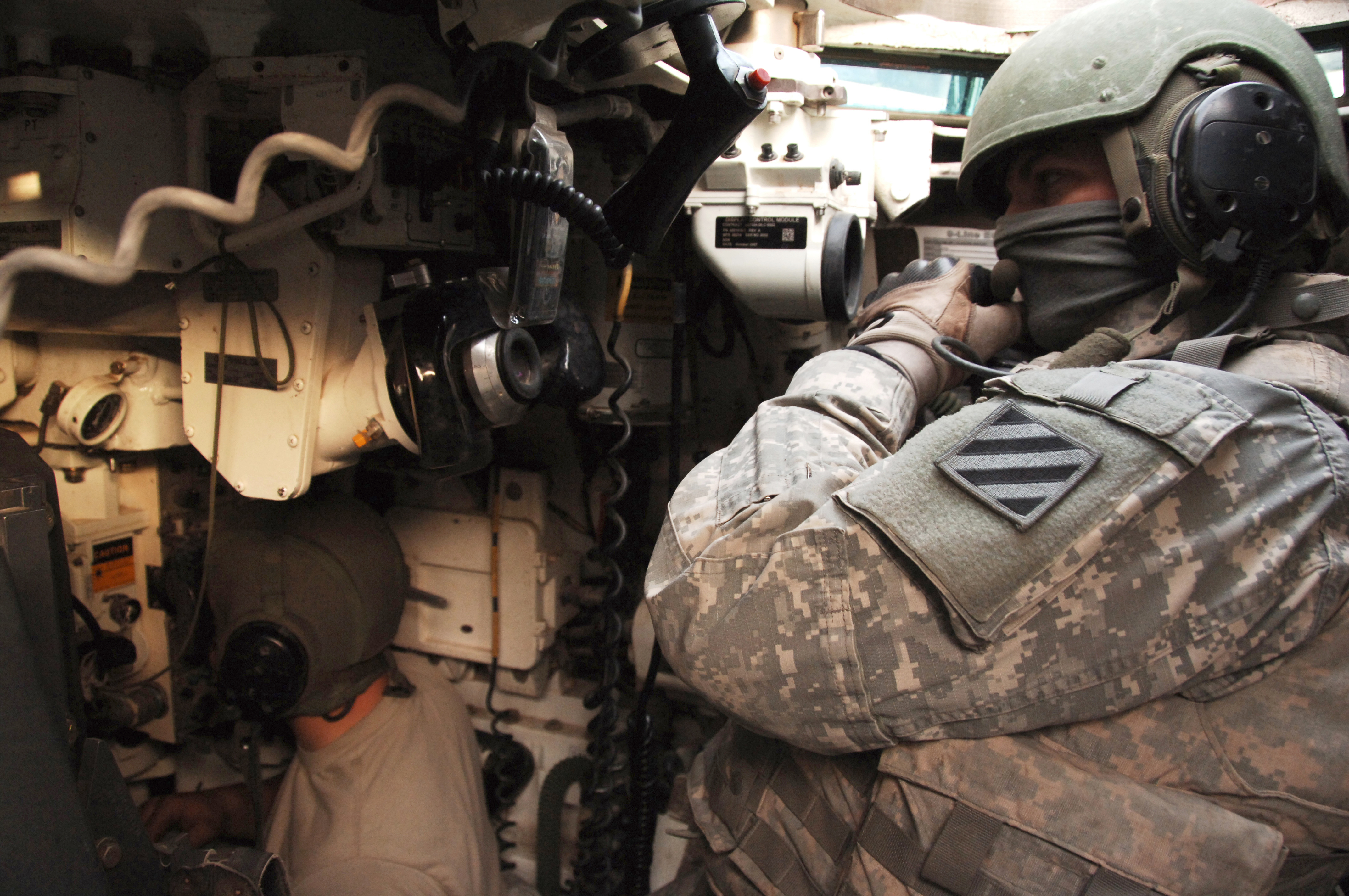
Una vista del interior de un tanque M1 Abrams con las posiciones del artillero (abajo a la izquierda) y el comandante (arriba a la derecha).

Operar un tanque es un trabajo en equipo. Por ejemplo, el cargador recibe ayuda del resto de la tripulación para almacenar la munición. El conductor recibe asistencia en el mantenimiento de las características del vehículo. Históricamente, las tripulaciones han variado de dos a doce miembros. Los tanques de la Primera Guerra Mundial llevaban la tripulación necesaria para manejar los múltiples cañones y ametralladoras, y hasta cuatro tripulantes para conducir el tanque: el comandante conducía el tanque, controlaba los frenos y la dirección mediante órdenes a sus mecánicos; un copiloto operaba la caja de cambios y el acelerador; y dos mecánicos, uno por cada oruga, dirigían el tanque poniendo su lado en ralentí, permitiendo que la oruga del otro lado inclinara el tanque hacia un lado. Los tanques franceses anteriores a la Segunda Guerra Mundial se caracterizaban por tener una tripulación de dos hombres, en la que el comandante, sobrecargado de trabajo, debía cargar y disparar el cañón además de comandar el tanque. Tras el inicio de la Segunda Guerra Mundial, los tanques con múltiples torretas resultaron poco prácticos, a medida que el diseño de un casco de carro de combate basado en una única torreta se convirtió en un diseño estándar, las tripulaciones se estandarizaron en torno a cuatro o cinco tripulantes. En los tanques con un quinto tripulante, generalmente tres de ellos se ubicaban en el interior de la torreta, mientras que el quinto solía sentarse en el casco del carro de combate al lado del conductor y operaba la ametralladora frontal del tanque, además de actuar como copiloto u operador de radio. Los puestos de combate para la tripulación del tanque deben estar bien diseñados, deben priorizar la comodidad y la ergonomía, son importantes para la eficacia operacional del tanque, ya que limitan la fatiga de combate de los tripulantes del tanque y agilizan las acciones individuales de la tripulación.

## Armamento
Ya desde la Primera Guerra Mundial, el arma por excelencia del tanque fue el cañón. Su nomenclatura técnica expresa su calibre y longitud. Por ejemplo, el cañón del M1A1 Abrams es el Rheinmetall L44, denominado por los americanos como M256 120/44. Es decir, su calibre (diámetro del tubo del cañón) es de 120 mm, y su longitud es de 44 calibres (44 veces su diámetro).
El interior del cañón, denominado ánima, puede tener un estriado o ser liso.
El primer tipo también era el más utilizado antiguamente. Se descubrió que un proyectil de forma ojival se desestabiliza notablemente nada más salir de la boca del cañón. Se mejoró este diseño añadiendo un estriado al interior del ánima. Estas rayaduras o acanalamientos en el metal, normalmente cuatro y con sentido dextrógiro (giro hacia la derecha) tienen forma de espiral, comienzan en la recámara y terminan en la boca del cañón. Su misión es imprimir un movimiento de rotación al proyectil, generando en él un efecto giroscópico que aumenta la precisión y alcance de forma drástica. El ejemplo más rudimentario y sencillo de este efecto es una peonza, donde la aceleración radial que sufre la estabiliza sobre su eje de rotación. Salvo excepciones, los cañones de 105 mm fueron los últimos en usar estriado.
Los cañones anticarro más modernos son de ánima lisa, esto es, su superficie interior es completamente lisa y pulida. En lugar de estabilizar el obús mediante el mencionado efecto giroscópico, lo hacen añadiendo aletas a los proyectiles, de la misma forma que una flecha lanzada por un arco.
Los cañones de ánima lisa tienen a su favor que pueden usar proyectiles mucho más rápidos, tienen un menor mantenimiento, y su longitud puede ser menor para obtener buenas prestaciones en cuanto a alcance y precisión. Además, no se podían usar proyectiles Sabot subcalibrados en cañones de ánima rayada, debiendo usar un casquillo especial que contrarrestaba el efecto de giro, y tras salir por la boca del cañón se estabilizaba el proyectil mediante aletas, como en uno de ánima lisa. Tampoco se podían usar para disparar misíles a través del tubo del cañón.
Este y otros factores hicieron que la balanza cayera a favor del ánima lisa, pese a que las corrientes de aire laterales afectaban más a la trayectoria balística de los obuses a largas distancias, efecto que fue parcialmente solucionado mediante el uso de los ordenadores balísticos.
En sus inicios eran de pequeño calibre, alcance y potencia, lo que permitía montar más de uno en torretas orientadas hacia diferentes direcciones. La evolución fue lenta hasta la Segunda Guerra Mundial, donde demostraron ser armas extremadamente útiles. En términos generales, los calibres de la época rondaban los 66 o 76 mm, pero el cañón más temible de la contienda fue el Flak 88/56. Originalmente concebido como arma antiaérea, no tardó mucho en revelarse como la mejor arma anticarro disponible por el ejército alemán, después de que miembros de la División 501 lo emplearan así en el Frente Oriental. Era capaz de destruir cualquier blindado aliado de un disparo, incluso en la zona frontal, y tenía un mayor alcance efectivo. Se usaba en su propio remolque antiaéreo, pero también fue adaptado y montado en los carros pesados Tiger I y II, con muy buenos resultados. Otros vehículos que utilizaron este cañón fueron los cazacarros Nashorn, Jagdpanther y Elefant. Tan solo el escaso número de estos y la escasa cobertura aérea que Alemania podía organizar evitaron que las pérdidas de blindados aliados fueran catastróficas.
En la actualidad la situación no ha cambiado sustancialmente, el arma principal de cualquier carro de combate es un cañón de alta velocidad y gran calibre, muy avanzados tecnológicamente gracias a la siderurgia moderna. El calibre más común es 120 mm, aunque los fabricantes de artillería rusos emplean el de 125 mm.
Recientemente se están probando cañones de alta velocidad de 140 mm cuyo poder destructivo supera con mucho el de los actuales, aunque los ejércitos han llegado a la conclusión de que el coste de actualizar los carros y sus ordenadores balísticos no compensa dicha ventaja. En resumen, su potencia de fuego es devastadora pero innecesaria, ya que los combates suelen tener lugar en distancias del orden de los 2000 m o menos, donde el impacto de un cañón de 120 mm sería igualmente letal.
Alemania ha actualizado su Leopard 2A5 y A6 con el L55, 120 mm y 55 calibres de longitud, mucho más potente que la mayoría de los cañones similares. Los ingleses han decidido montarlo en su Challenger 2 y retirar el anterior cañón de ánima rayada, por los motivos expuestos anteriormente. En cambio los norteamericanos se resisten a cambiar el arma principal de las series M1 por razones económicas fundamentalmente. Su táctica ha sido desarrollar las municiones, y actualmente poseen el mejor penetrador de blindaje cinético del momento, el proyectil Sabot M829A3 de uranio empobrecido desarrollado a partir de su predecesor A1, que entró en combate en la Primera Guerra del Golfo. Su rendimiento es secreto pero se estima que es tan efectivo como el nuevo cañón de Rheinmetall de 55 calibres de longitud, lo que hace injustificable el gasto en actualización del arma principal. El L55 es compatible con el M829A3 y aunque su desmesurada potencia destructiva está muy por encima de la resistencia de cualquier blindaje moderno, alemanes e ingleses usan munición sabot de tungsteno y con potencia igualmente letal.

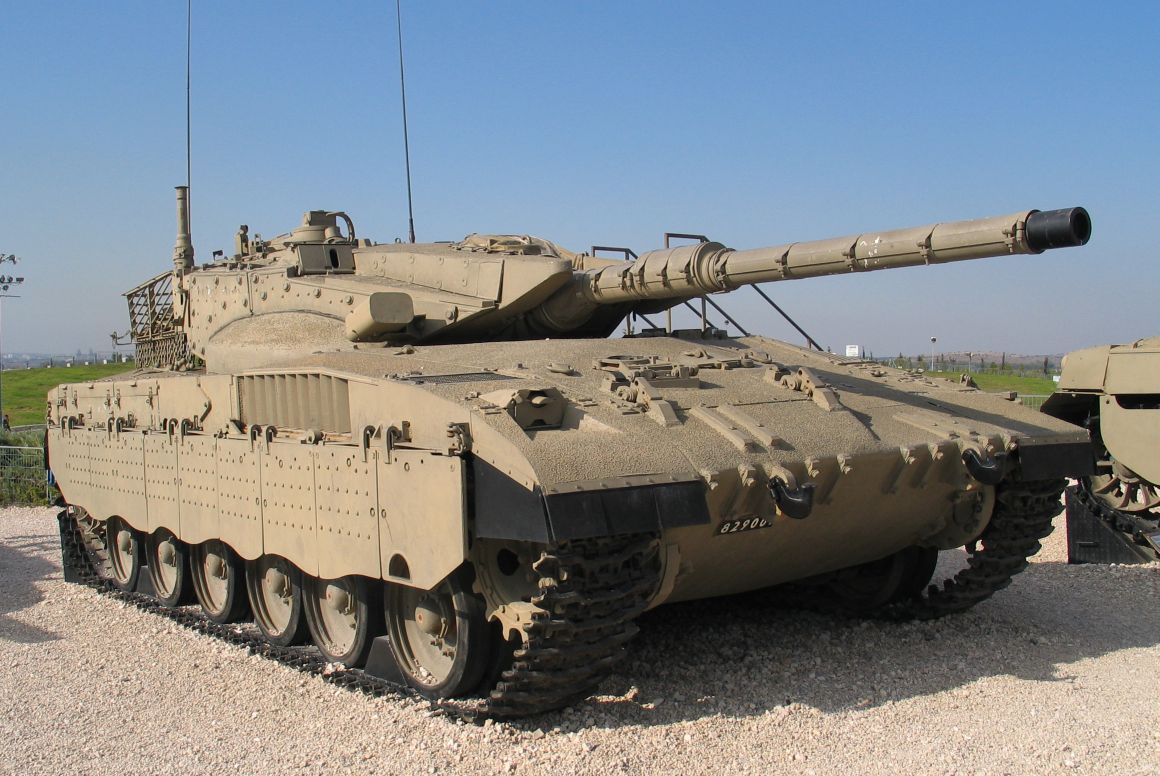
El cañón de este Merkava II está cubierto con una camisa o manguito térmico.

Los cañones modernos llevan generalmente una camisa térmica que reduce el efecto de la temperatura desigual en el cañón. Este se calienta intensamente tras repetidos disparos. Si está lloviendo, la parte superior estará más fría que la inferior, del mismo modo que una brisa lateral podría enfriar solo una parte del arma. Este enfriamiento desigual causaría que el cañón se curvase casi imperceptiblemente, lo que, sin embargo, afectaría a la puntería a largas distancias. Los tanques actuales llevan colimadores láser en el cañón que constantemente miden la curvatura del mismo e introducen la misma en el ordenador de tiro para que calcule la solución de tiro corrigiéndola.
Generalmente, los carros de combate llevan además otro armamento para la defensa a corto alcance contra infantería o contra objetivos donde utilizar el arma principal es ineficaz o un derroche de municiones. Suelen estar provistos de una ametralladora ligera de 7,62 mm o pesada de 12,7 mm, montada en paralelo con el cañón (Arma coaxial). Sin embargo, otros como el AMX-30 y el AMX-40 llevan un cañón automático de 20 mm con una alta cadencia y puede destruir un vehículo con blindaje ligero. El BMP-3 ruso también va equipado con un cañón automático de 30 mm además del arma principal. Adicionalmente, muchos tanques llevan una o varias ametralladoras de calibre medio o pesado en la parte superior de la torreta, en una cúpula de observación para el comandante y/o el cargador, para protegerse de la infantería o de ataques aéreos, aunque esto último con evidentes limitaciones.
Históricamente, algunos tanques han sido adaptados para tareas especializadas y utilizan un armamento principal inusual, por ejemplo, lanzallamas. En la actualidad estas armas han desaparecido.

### Control de disparo
En los primeros modelos se apuntaban las armas del tanque con un alza y un punto de mira, sencillos mecanismos de puntería que se ajustaban a mano como en un fusil.
Posteriormente empleaban una retícula estadiamétrica para calcular, según el tamaño que el objetivo ocupaba en la misma, su distancia. Aún en la actualidad los carros modernos tienen este tipo de miras denominadas GAS ( Gunner Auxiliar Sight, mira auxiliar del artillero ) que se usan si los visores en modo normal quedan fuera de servicio. Son miras muy robustas sin estabilización situadas en el afuste del arma a modo de redundancia.
En definitiva la puntería era deficiente a largas distancias e imposible en movimiento salvo disparos a quemaropa. Realizar disparos certeros era una tarea realmente difícil. Con el paso del tiempo, se fueron empleando cada vez con mejores resultados las miras ópticas diurnas, con zum y con algún sistema para el cálculo de la distancia. En los primeros se usaron retículas estadiamétricas han sido sustituidas primero por telémetros estereoscópicos y finalmente por telémetros láser. Estos últimos disponen de un emisor de láser que opera en un espectro no visible, y un receptor para el mismo. Para el cálculo de la distancia, el sistema mide el tiempo que tarda en retornar el haz de láser desde que es emitido por el telémetro, rebota en el blanco e incide sobre el receptor del aparato. Conociendo la velocidad a la que se desplaza dicho haz, y el tiempo que tarda en rebotar, se calcula la distancia al blanco de forma muy precisa. El haz láser se dispersa con la distancia, pudiendo dar lugar a varias mediciones. Esto se debe a que el rebote se produce sobre el blanco, pero también por delante o detrás del mismo. Ante esta eventualidad, el artillero puede elegir qué medición es más correcta, según su experiencia.

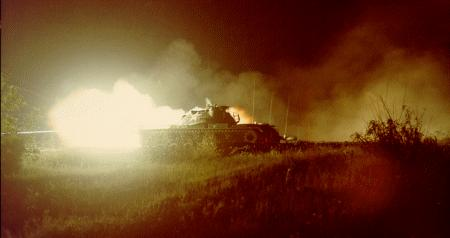
Un tanque M48 Patton durante un ataque nocturno.

Actualmente los ingenios blindados disponen de modernas miras (GPS, Gunner Primary Sight o Mira Principal del Artillero). Son modernas miras electrónicas que disponen de una amplia variedad de sistemas para aumentar la probabilidad de acertar al primer disparo. Poseen zum óptico y digital en el modo de óptica diurna y nocturna, y forman parte del sistema computarizado de disparo, al funcionar junto a los ordenadores balísticos y telémetro láser. Las miras GPS están estabilizadas en uno o dos ejes, esto es, no siguen al cañón en su movimiento de superelevación ni a la torreta en su giro para añadir lead. En cualquiera de estas situaciones la retícula de disparo se mantendrá centrada en el objetivo. Los modelos más modernos tienen miras estabilizadas en los dos ejes, pero las series M1, por ejemplo, solo lo están en el eje vertical. Por ello, al iluminar el blanco y calcular el lead necesario si este se mueve, se aprecia cómo la retícula salta y se mueve en el eje horizontal. Ello se debe a que el ordenador balístico hace girar a la torreta para «adelantar el disparo», y el visor de tiro no puede rotar en dirección contraria a la misma para mantener en su centro al blanco.
Otro notable avance respecto a otras épocas es el empleo de giróscopos que estabilizan el arma principal mientras el vehículo está en movimiento, permitiendo disparar en marcha con gran precisión. En la Segunda Guerra Mundial el tiro en estas condiciones era muy difícil, pues el artillero debía guiarse únicamente por su experiencia para compensar los movimientos de su propia plataforma de disparo. Si a ello añadimos el movimiento del blanco, resulta casi imposible acertar salvo a distancias muy cortas. Por este motivo los tanques se detenían para disparar. La guerra del Golfo enfrentó a tanques de diferentes generaciones, pues mientras los T-72 se detenían para disparar, los M1 lo hacían en movimiento. Obviamente los T-72 sufrieron bajas catastróficas, y esto se consideró una gran lección sobre la guerra moderna.
El sistema en cuestión funciona aislando el afuste del arma de los movimientos verticales causados por irregularidades del terreno, y la torreta del giro del casco. Normalmente para mover el cañón y la torreta se usan motores electrohidráulicos o eléctricos, los últimos más comúnmente en ingenios modernos por su mayor robustez. Cuando se presiona un mando por el artillero o comandante del carro, se produce la interacción entre los giróscopos y los motores de arma y torreta, produciéndose la estabilización de forma automática.
Los ordenadores balísticos calculan la superelevación necesaria para compensar la caída del proyectil con la distancia, y añaden el lead necesario para compensar el disparo si el objetivo está en movimiento. Añadir lead significa disparar por delante del blanco, para que este y el proyectil se alcancen. En las ecuaciones que los ordenadores de tiro manejan para calcular la solución de tiro, están la distancia, velocidad relativa del aire, humedad, temperatura del cañón, presión barométrica, velocidad del objetivo y el movimiento del tanque.
Las GPS actuales constan de sistemas de óptica nocturna, dado que el combate en estas condiciones era prácticamente imposible y solo tenía lugar cuando había un cielo despejado. Posteriormente, durante la Guerra Fría, se desarrollaron visores de luz infrarroja. Estos tenían un receptor pasivo sensible a dicho espectro de luz, pero requería que potentes focos infrarrojos iluminasen la zona. Dicha iluminación artificial no podía ser vista por el ojo humano, pero sí por otros equipos infrarrojos pasivos. Los proyectores delataban la posición del carro al enemigo, del mismo modo que una linterna delataría a quien la usa de noche para buscar a una persona escondida. Aparte de esta clara desventaja estaba también su muy limitado su alcance, así que su uso era prácticamente un último recurso salvo que se tuviese la certeza de que el enemigo contaba con menos tecnología que la propia.
También se emplearon intensificadores de imagen, equipos pasivos que aumentaban la luz ambiental. Su alcance también era muy limitado. Con luz pobre, como en noches nubladas y sin luna, no permitían distinguir un blanco. Tampoco cuando había mucha luz, como en noches despejadas y luna llena. Su mayor limitación, aparte de la necesidad de un intervalo de luz visible, era su escaso alcance y resolución, que dificultaba al artillero distinguir un blanco incluso por debajo de los 1000 m. Este tipo de equipos se usaban en los T-72 durante la guerra del Golfo, y lo único que podían hacer era apuntar hacia los fogonazos que causaban los disparos de los M1A1 HA en el horizonte. En varios combates no sabían quién ni desde dónde les atacaba, hasta que no oían el eco de los cañones.
Los visores nocturnos usados por los ingenios más modernos son sistemas de imagen térmica, basados en el FLIR (Frontal Light InfraRed o sistema de infrarrojos de exploración frontal) que distinguen diferencias de temperatura de los objetos. Permiten ser usados de día y de noche y pueden detectar blancos camuflados y difíciles de localizar con óptica diurna, permiten la visión incluso a través de humo, niebla o tormentas de arena. El alcance de los FLIR actuales de tercera generación es muy elevado y permite detectar un blanco incluso al alcance máximo de las municiones, y distinguirlo a distancias de 3000 m o más.
Su rendimiento es tan elevado que muchos países están invirtiendo en pinturas y metales atérmicos que sean capaces de reducir la firma calórica de sus ingenios militares para hacerlos más furtivos y obligar a los que poseen mejor tecnología óptica a acercarse al rango donde la propia es también efectiva.
Los carros más modernos incorporan dos sistemas de observación electrónicos, el GPS y el CS o Commander´s Sight, Mira del Comandante. Esta última se encuentra en el techo de la torreta, y dispone de movimiento independiente de la misma, pudiendo alinearse con la GPS a voluntad para ver a qué dispara el artillero. Están estabilizados en los dos ejes e incorporan todas las funciones de la GPS salvo el acceso al cálculo de lead en muchos casos. El comandante del carro tiene un mando denominado Override en la que puede tomar el control de la torreta y las armas con prevalencia sobre el artillero, usando para el disparo las prestaciones ópticas que proporciona su propia mira. También se puede usar para localizar otro objetivo mientras el artillero está ocupado con uno, lo que se conoce como función Hunter-Killer, u Observador-Tirador. El sistema está diseñado para que una vez atacado el primer blanco, el comandante emplee su mando override y alinee el arma principal con la mira CS, desactivando después la función override y ordenando al artillero atacar ese blanco. Mientras, vuelve a usar su visor para localizar nuevos objetivos.
La ventaja táctica es clara, permite localizar enemigos más rápido, y aporta un segundo visor electrónico por si la GPS resulta dañada.

### Munición
Los cañones de los carros de combate pueden disparar munición de una amplia variedad de tipos, muchos especializados para combatir a otros carros.
Para combatir a otros tanques modernos fuertemente blindados utilizan penetradores cinéticos KE. Los proyectiles "flecha" o APFSDS (Armoured Piercing Fin-Stabilised Discarding Sabot o proyectil perforador de blindaje estabilizado por aletas con casquillo desechable sabot). Disparados a velocidades de 1600 metros por segundo o más son básicamente barras metálicas macizas de gran longitud y menor calibre que el cañón, ajustadas al mismo mediante un casquillo desechable sabot que se desprende al salir por la boca del mismo. Fabricadas con materiales muy duros y densos, usan su gran peso y velocidad para destruir su objetivo mediante la fuerza bruta, arrojando metralla y restos del proyectil que rebotan dentro del habitáculo aniquilando a la tripulación. Los KE de uranio empobrecido tienen además características pirofóricas, ya que al impactar provocan la pirólisis de partículas del proyectil en estado pulverulento e incandescentes que provocan un incendio generalizado.
El vuelo de este tipo de proyectiles es muy tenso y con alcances efectivos muy cortos estimados en unos 4.000 metros. A partir de esa distancia su energía cinética se reduce drásticamente con la distancia haciendo improbable la destrucción del objetivo. Ello se debe a que la resistencia que ofrece la atmósfera es proporcional a la velocidad del proyectil. Las aletas estabilizadoras son las culpables de la creación de la resistencia o «arrastre» que frenan al proyectil. Se ha descubierto que la velocidad afecta negativamente a la estabilidad durante el vuelo. Los KE más rápidos son más imprecisos a larga distancia, pero más potentes. Los norteamericanos han logrado que su M829A3 de uranio empobrecido viaje a la relativamente baja velocidad de 1.555 metros por segundo, creando un proyectil de trayectoria muy estable.
Contrario a lo que se puede pensar este tipo de munición nunca rebota en el blindaje. Su potencia es tan elevada que aunque impacte en ángulos obtusos penetra igualmente el metal. Los últimos blindajes compuestos están diseñados para favorecer la ruptura del proyectil antes de que toda su masa destruya el blindado, aunque solo el grosor de los mismos puede salvar a la tripulación.
Para combatir blancos menos resistentes, como transportes de tropas o tanques más anticuados, usan munición anticarro de alto poder explosivo HEAT. Se basa en explosivo químico rodeando un cono de cobre con el vértice orientado hacia atrás y la cara plana hacia adelante. Al detonar, el cobre se convierte en una corriente de plasma a altísima temperatura y velocidades del orden de 8 kilómetros por segundo de forma lineal, al fundirse desde el vértice hacia el exterior. La carga es por tanto dirigida solamente hacia el frente y funde el blindaje inyectando el plasma en el interior del vehículo con resultados letales para la tripulación. Los misiles y granadas anticarro entran dentro de esta categoría ya que su funcionamiento es análogo. Existen ojivas HEAT dobles diseñadas para contrarrestar el efecto de los blindajes reactivos. La actualización de estas municiones son los proyectiles MPAT. Son básicamente iguales que el HEAT, solo que pueden incorporar espoletas electrónicas que retardan la explosión de la carga, permitiendo a la ojiva penetrar paredes y detonar tras ellas.
Algunos carros de combate, incluyendo el M551 Sheridan, T-72, T-64, T-80, T-90, T-84 y PT-91 pueden disparar misiles guiados antitanque (ATGM) a través de su cañón o utilizando lanzadores externos. Esta funcionalidad puede prolongar el alcance de combate efectivo del tanque más allá del conseguido con la munición convencional, dependiendo de las capacidades del sistema ATGM. También le proporciona al tanque un arma útil contra blancos lentos aéreos de baja altitud, como helicópteros. Usan el haz de su telémetro láser como guía, aunque otros modelos más antiguos son filoguiados. Mientras vuelan hacia su blanco van desenrollando cable de una bobina y el operador dirige el misil mediante los visores, ajustando su trayectoria.
Actualmente el ejército israelí ha desarrollado su misil LAHAT para las series modernas del Merkava. Los estadounidenses también planean lanzar misiles desde sus M1 pero tienen el inconveniente de que su telémetro láser no fue diseñado para emitir un haz continuo, y tampoco puede realizar constantes mediciones sin quemarse. Por este motivo su interés se basa en desarrollar sofisticadas municiones para el cañón que no implique al láser como guía de misiles. Ello es debido principalmente a que el uso de misiles guiados lo han desviado hacia los helicópteros de ataque, aviación, infantería y blindados ligeros.
Otro tipo de munición más reciente es el tipo HESH. Se basa en una ojiva de explosivo plástico dúctil que se aplasta contra el metal justo antes de explotar. Al hacerlo transmite una fuerte vibración que causa la ruptura del metal por cara interior, lanzando metralla al habitáculo y aniquilando a la tripulación sin necesidad de penetrar el blindaje.
Hay municiones más modernas, como la norteamericana de tipo STAFF (Smart Target Activated Fire and Forget, munición autoguiada de activación inteligente). Este proyectil detona encima del blanco y dispara una carga cinética o hueca contra la parte superior del objetivo, destruyéndolo fácilmente. Consta de un microchip programado en el momento del disparo que calcula, según la distancia del blanco, el momento de la detonación. Al acercarse a la distancia programada un sensor se pone en funcionamiento para detectar el carro enemigo, y detona la carga cuando está justo encima.
La clásica munición HEP también está disponible para combatir tropas u objetivos sin blindaje. La ojiva se compone de explosivo plástico que usa la onda de choque como medio para causar destrucción.
Gracias a las lecciones de los combates urbanos en Irak, se están probando nuevas ojivas contra infantería, las M1028. Estas contienen multitud de bolas de tungsteno, como si fuera un gran cartucho de escopeta. Se dispersan con la distancia, causando graves heridas o la muerte a cuantos estén en su radio de alcance de unos 500 metros. También hay otra variante de esta munición con efectos no letales.
Otro tipo que los norteamericanos están estudiando es munición guiada con alcance superior al visual para su M1A2 SEP, aunque sus características aún no han trascendido. Se prevé un modo de guiado secundario en el cual un soldado de infantería, un blindado de observación o un helicóptero iluminen el objetivo con un láser y el Abrams dispare desde grandes distancias.

## Protección
El carro de combate principal es uno de los vehículos más blindados de los ejércitos modernos. Su blindaje está diseñado para proteger el vehículo y su tripulación contra una amplia variedad de amenazas. Comúnmente, la protección contra los impactos con penetración cinética disparados por otros tanques es considerada la más importante. Los carros de combate también son vulnerables a munición de uranio empobrecido, misiles y minas anticarro, las bombas de gran tamaño, e impactos directos de artillería, que pueden inutilizarlos o destruirlos y matar a su tripulación.
Los tanques son especialmente vulnerables a amenazas aéreas. La mayoría de los carros de combate principal ofrecen una protección casi completa de la metralla de artillería y armas anticarro pequeñas como las granadas autopropulsadas. La cantidad de blindaje necesaria para proteger contra todo tipo de amenaza concebible desde todos los ángulos sería demasiado pesada e impracticable, por lo que el diseño del blindaje debe buscar un equilibrio correcto entre la protección y el peso.

### Blindaje
La mayoría de los vehículos de combate blindados son fabricados con planchas de aleaciones de acero soldadas, o más raramente debido a su coste, formadas en una sola pieza, y en algunos casos aluminio u otras aleaciones ligeras como fibras sintéticas. La efectividad relativa de un determinado blindaje es expresada por la comparación de su resistencia con una plancha de acero laminado homogéneo (RHA o Rolled Homogeneous Armour).

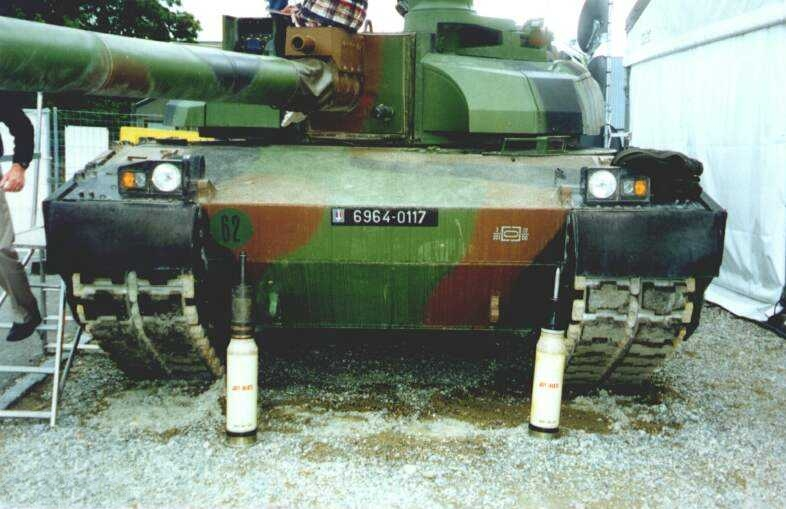
El carro de combate AMX-56 Leclerc utiliza blindaje compuesto.

Los carros no están protegidos por un blindaje de espesor uniforme, sino que el grosor depende de la probabilidad de recibir un impacto en cada zona. Por ello, la parte donde habrá un mayor nivel de protección será el mantelete de la torreta. En ella va el armamento, y en la mayor parte de las ocasiones hay que exponer dicha zona al fuego enemigo al disparar. La inclinación del blindaje es variable, aunque todos los diseños modernos la tienen, incluso los modelos con blindajes composite, especialmente difíciles de moldear.
Para aprovechar esto, los carros utilizan todo lo posible la denominada posición de combate o Hull Down (casco abajo); aprovechando la cobertura que ofrece el terreno, como una colina, el conductor debe orientar el frontal hacia la amenaza y avanzar hasta que solo la torreta asome por encima de la cobertura. Dicha posición permite disparar el arma principal exponiendo una menor superficie a los ataques, ya que el casco está protegido tras el obstáculo. También puede adoptar la posición de vigilancia, en la que solo asoman los visores del artillero y comandante y expone aún menos el carro. O la posición oculta en la que no asoma ninguna pieza. La pericia del conductor es vital en la maniobra, ya que debe adoptar la posición de combate lo mejor posible cada vez. Tras el disparo debe hacer retroceder el carro hasta la posición de vigilancia u oculta mientras dure el proceso de carga del arma principal, y repetir el proceso las veces necesarias.
La segunda parte más protegida es el frontal del casco. Dada su posición, el chasis tiene bastante menos blindaje que el frontal de la torreta, pero suele tener una gran inclinación que aumenta el grosor efectivo y aumenta la protección.
Los laterales del casco y la torreta están relativamente poco protegidos, al ser menos probable un impacto. Suelen tener el mismo grosor, el suficiente para ofrecer protección contra armas que tengan poca potencia. Un disparo de un proyectil KE o un misil pesado que alcance dicha zona en perpendicular al plano del blindaje tiene muchas posibilidades de provocar la destrucción del carro.
La parte inferior y el techo tienen una escasa protección, de grosor variable pero en todo caso de unos pocos centímetros, lo que es claramente insuficiente para contrarrestar cualquier tipo de arma anticarro aunque suficiente para proteger de metralla, granadas, artillería o explosiones.
La parte posterior es la menos probable en recibir ataques y por ello consta de un blindaje testimonial capaz de resistir disparos, explosiones no directas, granadas y metralla. Un impacto de cualquier arma anticarro en dicha zona puede destruir fácilmente al tanque más moderno imaginable, alcanzando combustible, municiones o cesta de la torreta. En todo caso la pérdida de movilidad le convierte en un objetivo inmejorable.
En la actualidad, los carros de combate son resistentes a los ataques especializados con misiles. Durante la Segunda Guerra Mundial, los cohetes de la Artillería ganaron una reputación de temibles, especialmente en Francia tras la batalla de Normandía; los análisis tras la guerra revelaron que muchas bajas eran disparos errados. Los cañones de los tanques disparaban munición perforante como la de 40 mm de los Hurricane. Incluso un cóctel Molotov en la zona del motor. Antes de la Segunda Guerra Mundial, varios diseñadores intentaron inclinar el blindaje en carros de combate experimentales. El éxito más famoso y acertado de esta idea fue el T-34 soviético. Poner en ángulo las planchas de blindaje aumentaba su eficacia contra proyectiles, ya que aumentaba su ancho efectivo perpendicular, e incrementaba la posibilidad de rebotes.
La infantería ligera también puede inmovilizar un carro de combate dañando el tren de rodaje con armas anticarro. Para evitar daños en esas áreas vitales los tanques suelen llevar faldones blindados en los laterales protegiendo la suspensión y las ruedas de carretera. Además ofrecen protección adicional para los laterales del casco, ya que los proyectiles de carga hueca detonan en el faldón, lejos aún del casco. Sin embargo para los KE los faldones no ofrecen más resistencia que el mismo aire.
Las armas que empleaban proyectiles anticarro de alto poder explosivo (HEAT), como el bazooka, fueron una nueva amenaza en la Segunda Guerra Mundial. Estos proyectiles llevaban una ojiva con una carga de alto poder explosivo que causaba grandes daños. A finales del conflicto apareció una verdadera revolución en municiones con la invención del proyectil HEAT de carga hueca.
Esta munición consta de un cono de cobre con la parte plana hacia el frente y el vértice hacia atrás, rodeado de explosivo químico, dejando la parte delantera de la ojiva hueca. Dicho espacio hueco es el necesario para permitir que al impactar sobre el blindaje el explosivo detone y la onda de choque funda el cono de cobre desde el vértice hacia adelante, formando un chorro de plasma dirigido al frente a altísima temperatura y velocidad de hasta 8 kilómetros por segundo que literalmente funde el blindaje y hace un pequeño agujero a través del mismo para inyectar dicho plasma al interior del vehículo, aniquilando a la tripulación.
Incluso los proyectiles HEAT más pequeños perforan varias decenas de centímetros de acero RHA independientemente de la distancia de disparo. Ningún blindaje podía combatir sus efectos hasta que se descubrió por casualidad, mientras se estudiaban los efectos de proyectiles HEAT, que una explosión cercana al punto de impacto podía impedir la formación del letal chorro de gases y cobre incandescente: había nacido el blindaje reactivo o ERA. Un científico alemán descubrió probando cargas HEAT contra tanques rusos que este penetraba el blindaje, pero nunca encontraba rastro del chorro de plasma en el lado opuesto del interior de la torreta. En cambio, observaba que algunas vainas de proyectiles habían estallado. Ello le indujo a pensar que una explosión contribuía a evitar el efecto Munroe de las cargas huecas. Así, el ERA constaba de placas metálicas emparedando explosivo plástico, que detonaba ante impactos de un HEAT y creaba una onda de choque que desviaba la fuerza destructiva. Aunque la protección estaba lejos de ser óptima, se consideró un gran avance ya que añadiendo poco peso se mejoraba de forma drástica la efectividad del blindaje.
Sin embargo los fabricantes de municiones aprendieron la lección y crearon proyectiles HEAT con ojiva doble; al principio del proyectil había una primera carga explosiva que detonaba el ERA, y la segunda carga destruía el carro sin problemas.
Hasta mediados de los sesenta nadie fue capaz de contrarrestar esta potencia destructiva, ya que un blindaje RHA que resistiera un impacto sería tan grueso como poco práctico en virtud de su peso. Así nacieron los blindajes compuestos, de los que el llamado blindaje Combinación K, fue el primero en ser usado en un tanque fabricado en serie, el T-64, que consistía en 2 capas de acero con otra de aluminio. Dicha combinación ofrecía la mejor protección al deflectar fácilmente el chorro de plasma de las cargas huecas. Posteriormente se siguió el desarrollo de estos blindajes, pasando a la utilización de incrustaciones de corodina y cerámicas. En los 80, los M1 americanos y Challenger británicos fueron dotados con blindaje Chobham, que les daba una excelente protección, estando aun por debajo de los compuestos usados por los soviéticos en sus T-80. Sin embargo, con la llegada de los 90, aparecen los nuevos M1 y Challenger, con mejoras en el blindaje mencionado antes, y aún se usa hoy en día en las versiones modernas de estos últimos carros, aunque con profundas y secretas modificaciones. Estos blindajes aumentaban enormemente la protección equivalente RHA de forma que, por ejemplo, el frontal de la torreta del M1A1 ofrecía más de mil milímetros de protección RHA contra proyectiles HEAT, ahora incapaces de destruir el carro incluso con ojivas dobles. El Leclerc francés, Leopard 2 y Merkava son otros tanques equipados con modernos blindajes compuestos, especialmente el Leclerc. Es el más moderno, y su blindaje es ligero y muy resistente.
Son largas barras de aleaciones de metales pesados estabilizadas con aletas que concentran todo su peso y velocidad tras el disparo en un área muy pequeña, de forma que su enorme energía cinética destruye por fuerza bruta el blindaje e introduce restos de metralla en el interior del habitáculo del tanque, que rebotan en las paredes interiores y causan la muerte de los tripulantes. El espesor del blindaje es la única protección ante estos bulldozers voladores, muchos capaces de perforar más de 500 mm de acero RHA a 2000 metros y los más sofisticados de uranio empobrecido superan los 800 mm de penetración en planchas RHA.
Otros proyectiles son más modernos, como las ojivas HESH utilizan explosivos plásticos que se aplastan contra el blindaje del vehículo y detonan, descargando una poderosa onda de choque de tal magnitud y frecuencia que provoca el astillamiento de la cara interior del blindaje, matando a los tripulantes sin necesidad de penetrar el blindaje. Como defensa, aparte del espesor del blindaje, algunos vehículos llevan capas de materiales anti metralla en su interior, como el M1A1 HA que equipa pesadas planchas de uranio empobrecido.

### Lanzagranadas, humo y defensas pasivas
La mayoría de los vehículos blindados llevan lanzagranadas de humo que pueden desplegar rápidamente una cortina de humo para ocultar una retirada de una emboscada o un ataque. La cortina de humo se utiliza muy raramente de forma ofensiva, ya que atacar a través de ella bloquea la visión del atacante y le da al enemigo una indicación temprana del ataque inminente. Las granadas de humo modernas funcionan tanto con luz infrarroja como visible.
Algunas granadas de humo están diseñadas para crear nubes muy densas capaces de bloquear los rayos láser de los designadores de objetivos o telémetros enemigos, además de reducir la visión, disminuir la posibilidad de realizar un disparo efectivo, en especial con armas lentas como los misiles antitanque que requiere que el operador mantenga apuntando al tanque durante un tiempo relativamente largo.
Muchos carros de combate, como el francés Leclerc, utilizan los lanzagranadas para granadas de gas lacrimógeno y granadas de fragmentación antipersonal. Muchos tanques israelíes llevan un pequeño mortero que puede ser utilizado desde el interior de estos.
Antes de la introducción de las imágenes termales, la granada de humo más común era la de fósforo blanco que creaba una cortina de humo muy rápidamente y además era útil como arma incendiaria contra infantería en la zona de la explosión.
Desde la introducción de la termografía, la mayoría de los carros de combate llevan una granada de humo que contiene un compuesto de plástico o goma que arde en pequeños fragmentos proporcionando una ocultación mejor contra los dispositivos termales.
Algunos tanques tienen generadores de humo que pueden crear humo continuamente, en vez de las granadas, instantáneas pero de corta duración. Generalmente los generadores de humo funcionan a base de inyectar combustible al tubo de escape, que quema parcialmente el combustible, pero que deja suficientes partículas sin quemar o parcialmente quemadas para crear una densa cortina de humo.
Los carros de combate modernos se han provistos con otros sistemas de defensa pasivos como dispositivos de alerta de láser, que activan una alarma cuando el tanque es marcado o señalado por un designador o telémetro láser. Otras defensas pasivas incluyen aparatos de alerta de radio, que proporciona un aviso si se apunta al carro de combate con un sistema de radar que suelen ser utilizados en armas antitanque guiadas.

### Contramedidas
Las contramedidas pasivas, como el sistema ruso Shtora, intenta interferir en los sistemas de guía de los misiles guiados hostiles.
El blindaje reactivo o ERA (Explosive Reactive Armor), es otro tipo importante de protección contra armas antitanque de alto poder explosivo, en la que secciones del blindaje estallan para disipar la fuerza enfocada de la ojiva de carga dirigida. El blindaje reactivo es añadido en la parte externa del tanque, en forma de ladrillos.
Los sistemas de protección activos (APS) van un paso más allá del blindaje reactivo. Un APS utiliza el radar u otra tecnología de detección para reaccionar automáticamente al fuego hostil. Cuando el sistema detecta fuego hostil hacia el tanque, calcula una resolución de fuego y dirige un proyectil explosivo para interceptar o interrumpir el ataque a unos cuantos metros del blanco.

### Tripulación expuesta
Un tanque está generalmente en su estado más seguro, cuando el comandante está en su posición personal insegura, de pie en la torreta, sacando el cuerpo por la escotilla, con la única protección de su casco y chaleco antibalas. En esta posición alta, el comandante puede ver alrededor del vehículo sin restricciones, y tiene las mayores oportunidades de observar operaciones antitanque enemigas u obstáculos naturales y artificiales que podría inmovilizar o desacelerar al tanque.
Los periscopios y otros sistemas de visión del carro de combate da un campo de visión reducido a pesar de los constantes avances en óptica y electrónica. De este modo, cuando un carro de combate avanza por territorio hostil con las escotillas cerradas, el comandante y su tripulación se encuentran personalmente más seguros, pero el carro de combate en su totalidad está expuesto al peligro debido a la reducción extrema de la visibilidad.

## Movilidad

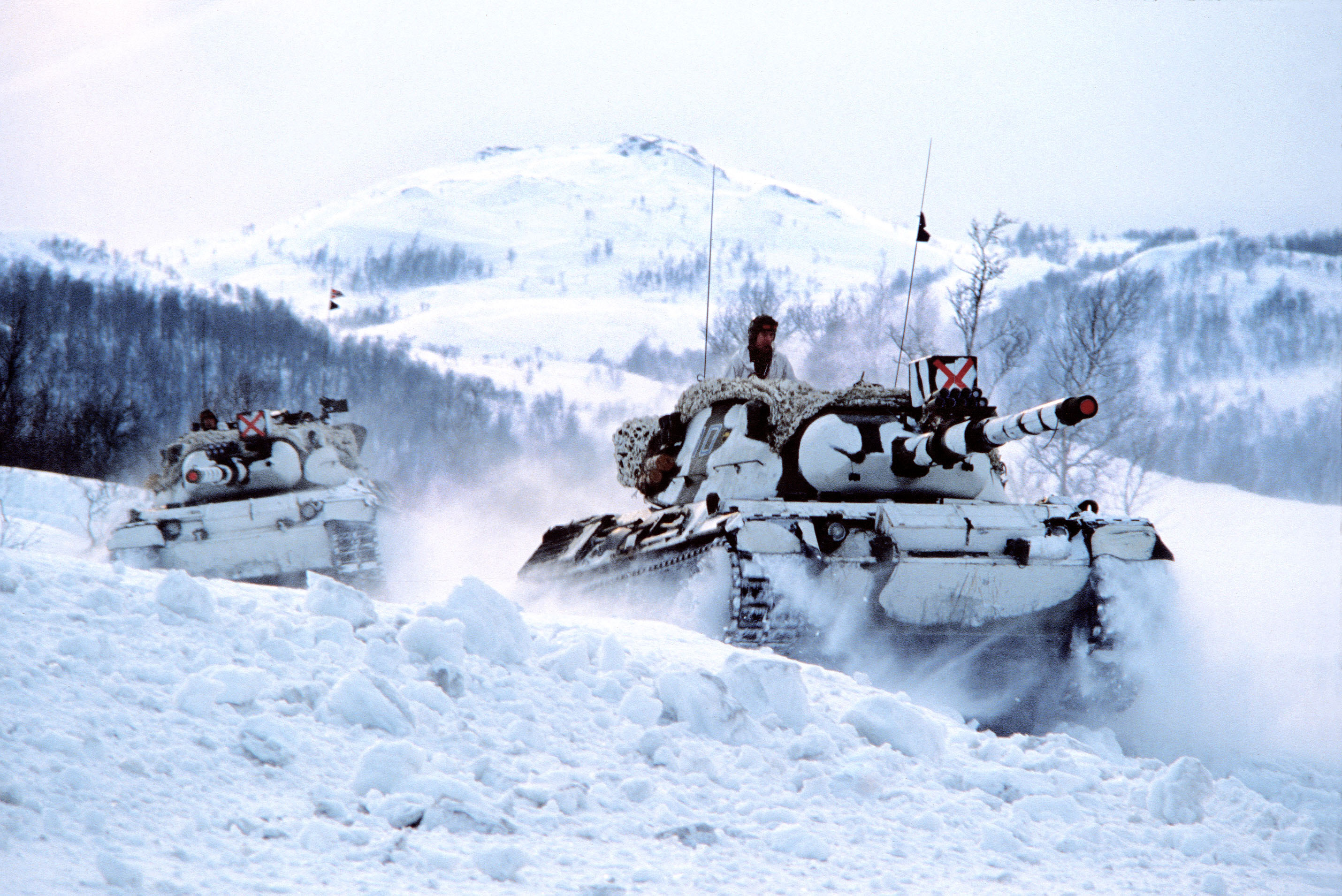
Leopard 1 a través de terrenos nevados en Noruega.

Hay esencialmente tres aspectos principales de la movilidad a considerar, la movilidad básica del carro de combate como su velocidad a través de terrenos, la capacidad de sobrepasar obstáculos y su movilidad total en el campo de batalla como su autonomía, los puentes que puede cruzar o que vehículos de transporte puede llevarlo. Recibe también el nombre de agilidad por parte de la tripulación y diseñadores de los blindados.
La movilidad de un carro de combate puede dividirse en tres aspectos:
- Movilidad en el campo de batalla, que es una función del rendimiento de su motor y sistema de marchas, determinando aspectos como la aceleración, velocidad, las dimensiones de obstáculos verticales, de badeo, etc.
- Movilidad táctica, es la capacidad del carro de combate de ser transportado con facilidad dentro del mismo teatro de operaciones.
- Movilidad estratégica, es la posibilidad de transportar fácilmente el blindado de un teatro de operaciones a otro, dependiendo de su masa, la posibilidad de ser aerotransportado, etc.

Un carro de combate principal está diseñado para ser muy maniobrable y abordar la mayoría de tipos de terreno. Sus orugas anchas reparten el peso del vehículo en un área grande, resultando una presión sobre el terreno que puede llegar a ser menor que la presión de un pie humano. Los tipos de terrenos que plantean un problema son generalmente terrenos muy blandos como pantanos, o terreno rocoso con grandes cantos rodados dispersos. En un terreno normal, un tanque puede alcanzar una velocidad de 30 a 50 km/h. La velocidad en carretera puede llegar a los 90 km/h por un periodo de tiempo no muy prolongado.
La logística de poder llegar desde un punto A hasta un punto B no siempre es sencilla. En teoría, o durante una prueba de conducción de algunas horas, un carro de combate ofrece mejor rendimiento en terrenos distintos de la carretera que cualquier otro vehículo de combate de ruedas. En carretera, el tanque más rápido no es mucho más lento que el diseño medio de un vehículo de combate con ruedas.
Sin embargo, en la práctica, el mayor peso del carro de combate combinado con la relativa debilidad de las partes de la cadena de oruga hace que la velocidad máxima en carretera sea realmente momentánea antes de producir algún fallo mecánico. Aunque la velocidad máxima fuera de carretera es menor, no se puede mantener continuamente, debido a la variedad e imprevisión del terreno, excepto en casos como llanuras y desiertos arenosos.
Ya que un tanque inmovilizado es un blanco fácil para morteros, artillería y unidades especializadas anticarro, se mantiene una velocidad mínima, y cuando es posible se traslada los tanques en trenes o transportes en vez de emplear sus motores. Invariablemente, los carros de combate son trasladados en vagones en cualquier país con una infraestructura ferroviaria, ya que ningún ejército tiene suficientes transportes para llevar todos sus tanques. El planeamiento de las cargas y descargas es un trabajo crucial, y los puentes y depósitos ferroviarios son objetivos primarios para las fuerzas enemigas para retrasar el avance.
La velocidad media de una unidad de carros de combate en países o regiones sin infraestructura ferroviaria o con pocas carreteras en buen estado, o carreteras con minas o emboscadas frecuentes, es comparable a la de una persona a caballo o en bicicleta. Las paradas frecuentes se deben planear para realizar mantenimiento preventivo y verificaciones para evitar interrupciones durante el combate. Además se realizan detenciones tácticas para que la infantería o las unidades aéreas puedan explorar en busca de presencia de grupos anticarro enemigos.
Otra cuestión sobre la movilidad es la de conseguir llevar el carro de combate al teatro de operaciones. Los carros de combate, especialmente los carros de combate principal, son extremadamente pesados, lo que dificulta que puedan ser transportados por aire. Utilizando medios de transporte por tierra y mar lentos hace que los tanques sean un problema para ser utilizados en fuerzas de reacción rápida.
Algunos vehículos blindados utilizan ruedas en lugar de orugas para aumentar la velocidad y reducir las necesidades de mantenimiento. Estos vehículos carecen de la superioridad móvil de los vehículos a tracción de orugas en terrenos difíciles, pero son más apropiados para fuerzas de reacción rápida ya que incrementa la velocidad estratégica.

### Operaciones acuáticas
Para la mayoría de los carros de combate, las operaciones acuáticas se reducen al vadeo. La profundidad del vadeo está limitada generalmente a la altura de la toma de aire del motor, y en un grado inferior, a la posición del conductor. La profundidad de vadeo típica para tanques de combate principal es de 900 y 1200 milímetros.

#### Vadeos profundos
Con preparación algunos tanques pueden vadear aguas considerablemente más profundas. Los tanques Leopard 1 y Leopard 2 como todos los tanques modernos cuando son equipados apropiadamente con equipo de respiración o esnorquel. Este tubo, formado por anillos, se conecta a la escotilla del comandante y proporciona aire y la posibilidad de una ruta de salida de escape. La altura de este tubo puede alcanzar los tres metros.
Algunos tanques rusos también pueden realizar este tipo de operaciones. A diferencia del Leopard, el esnorquel ruso solo tiene un diámetro de algunos centímetros por lo que no puede funcionar como vía de escape. La longitud del esnorquel ruso suele ser de unos dos metros.
Este tipo de vadeos requiere una preparación cuidadosa del tanque cerrando las entradas y salidas del vehículo. La tripulación suele tener una reacción negativa hacia los vadeos profundos. Sin embargo, si está planeado y ejecutado correctamente, este tipo de acciones añade una considerable oportunidad para la sorpresa y la flexibilidad en operaciones de travesías por aguas.

#### Carros de combate anfibios

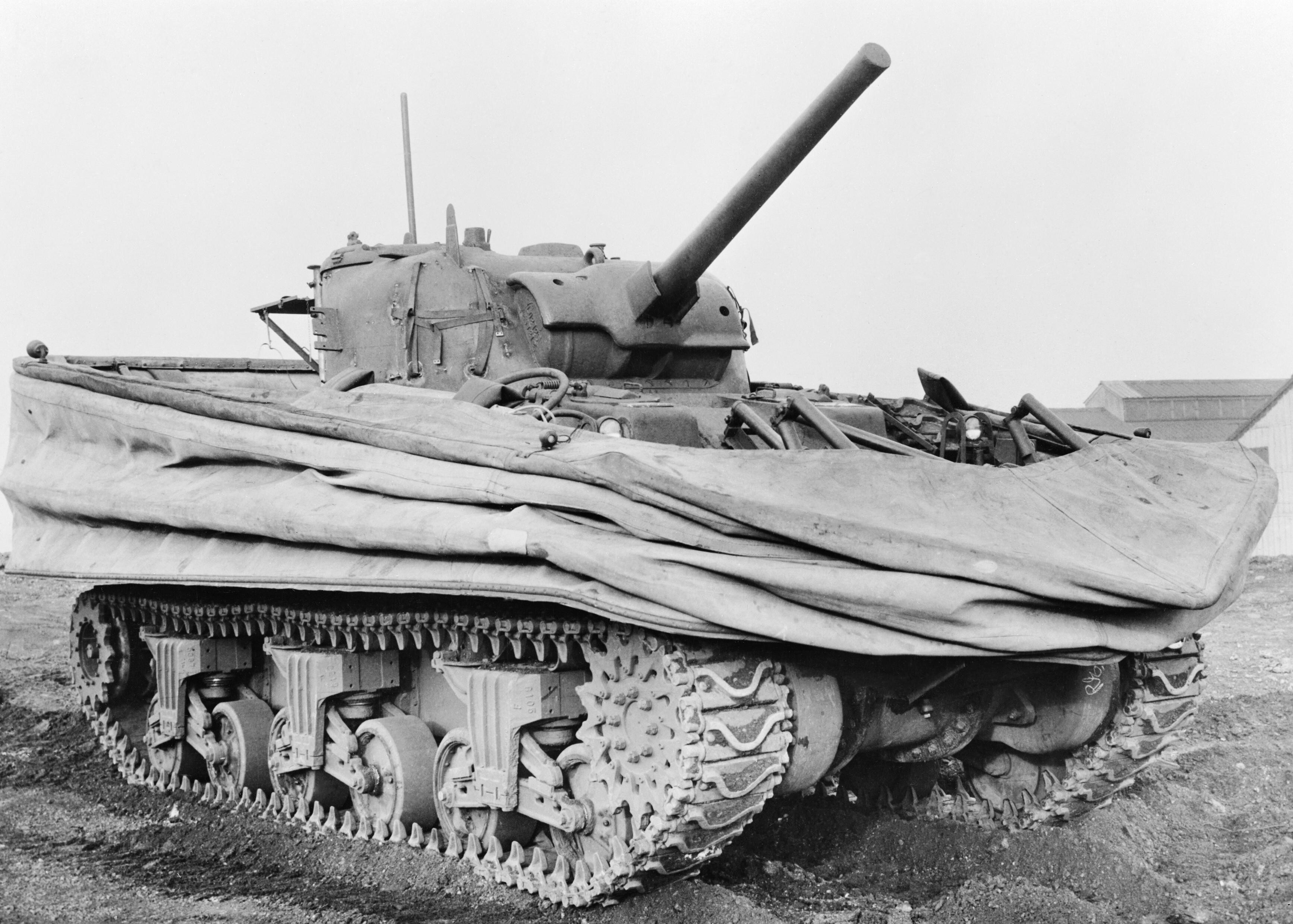
Un Sherman DD con sus cubiertas de goma.

Algunos carros ligeros como el PT-76 son anfibios, impulsados en el agua generalmente por sus orugas o hidrojets.
En la Segunda Guerra Mundial, el carro M4 Sherman fue convertido a anfibio añadiéndole una cubierta de goma para proporcionar cierta flotabilidad. Fue denominado Sherman DD y utilizado durante el Día D para proporcionar apoyo de fuego en las playas de los desembarcos iniciales. Los Sherman DD no podían disparar cuando estaban flotando, pues la cubierta de goma estaba por encima del cañón. Unos cuantos de estos carros se hundieron debido al mal tiempo, aunque aquellos que llegaron a la playa sirvieron de importante apoyo durante las primeras horas críticas.
Otro proyecto de carro «anfibio», fue el llamado Panzer III Tauchpanzer, que estaba diseñado para ser lanzado desde buques de desembarco e ir hacia la costa dirigidos desde otros buques. A diferencia del Sherman anfibio, estos Panzer III no estaban pensados para flotar, sino para ir bajo el agua, debido a unas cubiertas de protección alrededor de la torreta. Estaba pensado utilizar estos tanques en la operación León Marino (invasión de Gran Bretaña por parte de Alemania), pero finalmente la operación se canceló. Posteriormente demostraron su eficacia cruzando los ríos soviéticos que el resto de vehículos eran incapaces de cruzar.

### Plantas motrices
La planta motriz del carro de combate proporciona la energía para el movimiento del vehículo y de otros sistemas, como la rotación de la torreta o energía eléctrica para un radio. Los tanques de la Primera Guerra Mundial utilizaban generalmente motores de gasolina, aunque algunos modelos utilizaban un sistema mixto de motor eléctrico y de gasolina.
Durante la Segunda Guerra Mundial había diferentes tipos de motores, muchos eran adaptaciones de motores de aviones. En la Guerra Fría, los tanques cambiaron a un motor diésel, y a comienzos de los años 1970 empezaron la llegada de las turbinas de gas.
El peso y tipo de la planta motriz, influenciados por su transmisión y tren de potencia, determina esencialmente como de rápido y maniobrable será el carro de combate, pero el terreno limita efectivamente la velocidad máxima de los tanques debido al desgaste y tensión de la suspensión y la tripulación.

#### Motores diésel
La mayoría de los carros de combate modernos usan un motor diésel por razones económicas y tácticas. Son muy robustos y fiables, además de ofrecer un consumo razonable y fácil mantenimiento. Suelen tener 10 o 12 cilindros y ayudarse de turbocompresores, llegando a alcanzar los 1500 caballos de vapor de potencia.
Otra ventaja es la poca inflamabilidad del combustible, lo que ofrece una evidente ventaja ante un eventual impacto.
El depósito de combustible suele estar en la parte posterior (en el Merkava está delante) y contener 1000 litros o más. En ocasiones el combustible se guarda en depósitos externos e incluso si se necesita una mayor autonomía en un pequeño remolque unido a la parte posterior, que puede ser separado durante el combate. La mayoría de motores modernos suelen ser policarburantes y pueden funcionar con gasóleo, gasolina y otros combustibles similares.

#### Turbinas de gas

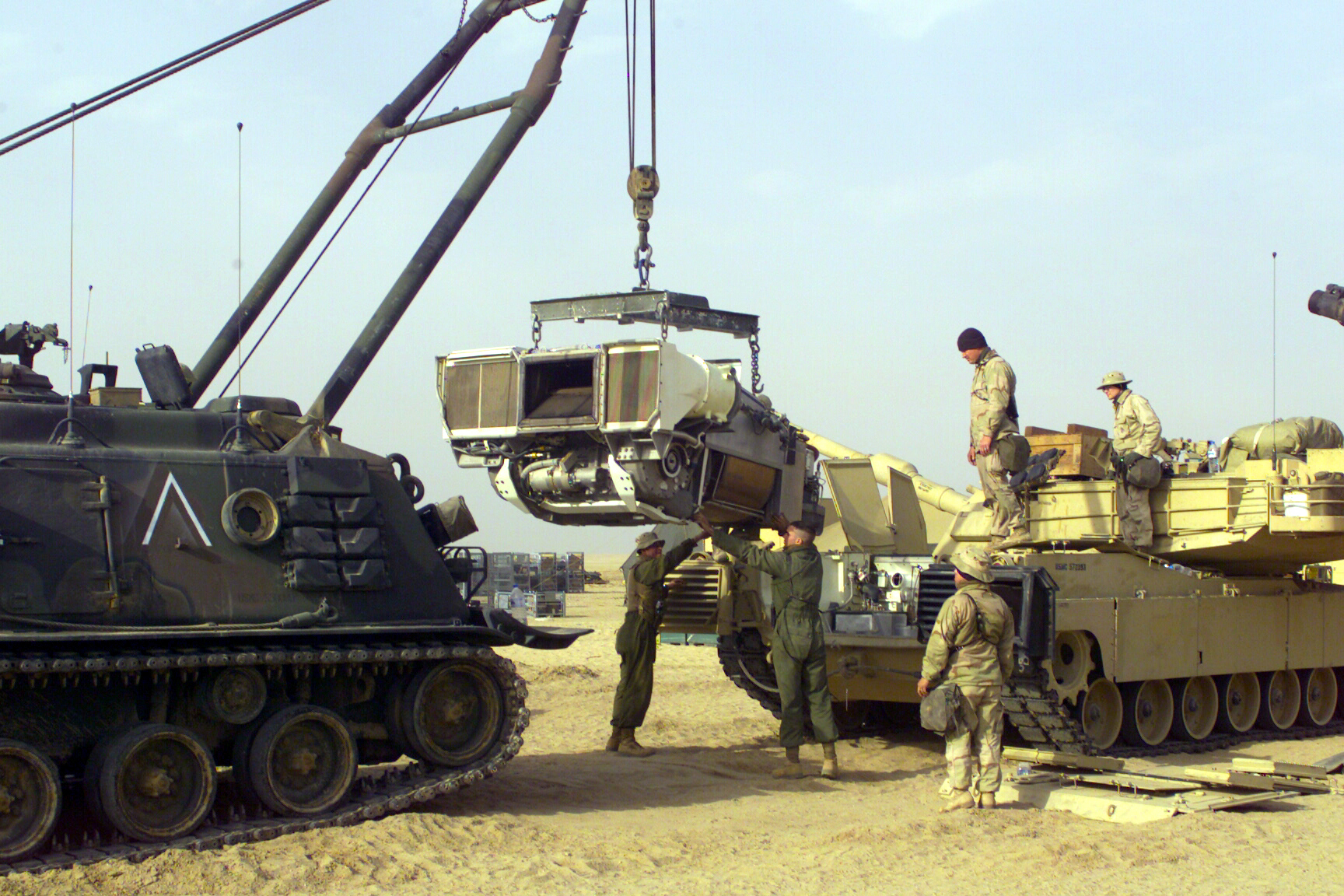
Instalando el motor de un M1 Abrams.

Los motores de turbina de gas son usados por muy pocos carros, como las series M1 Abrams y el T-80 ruso.
Sus mayores ventajas es que son comparativamente mucho más ligeros y compactos que motores diésel de potencia similar. El Abrams rinde 1500 caballos de vapor en una planta motriz que se puede cambiar en menos de media hora. Además permiten intensas aceleraciones y una disponibilidad de potencia inmediata, además de una gran fiabilidad. Otra característica interesante es su baja emisión de ruido. Contrariamente a lo que se piensa, las turbinas de gas son muy silenciosas. Emiten un sonido agudo de alta frecuencia que no se distingue en la distancia, a diferencia del sonido grave y baja frecuencia de los ruidosos motores diésel. Esto les da una evidente ventaja táctica frente a estos, al poder acercarse furtivamente al enemigo. Cuando el M1A1 operaba en Europa como carro de entrenamiento, los alemanes lo apodaron: «la muerte susurrante».
Como contrapartida son motores con un altísimo consumo de combustible, ya que incluso a régimen de ralentí giran a miles de revoluciones por minuto. Vigilar una zona en posición de combate
con el motor encendido se considera un derroche de combustible aunque en condiciones de posible contacto enemigo no se apaga por motivos de seguridad. Como curiosidad, un M1 Abrams consume aproximadamente 40 litros de combustible durante el proceso de arranque de la turbina ya que para acelerar su puesta en marcha usa todos los inyectores al máximo. Afortunadamente durante el uso normal su consumo disminuye.
Presenta pues grandes problemas logísticos ya que cerca de los carros tendrá que haber unidades de repostaje incluso en condiciones de combate. El consumo es tan crítico que para no agotar las baterías del carro ni el combustible manteniendo el motor encendido, se han diseñado módulos de potencia auxiliar con pequeños motores de explosión, que generan la electricidad suficiente para mantener los sistemas electrónicos sin baterías ni la turbina.
Por otro lado requiere un tiempo para entrar en régimen de funcionamiento antes de estar en condiciones de mover el carro, lo que puede ser inconveniente ante ataques por sorpresa de artillería o situaciones similares.
La marca termal de una turbina de gas es mayor que la de un motor diésel, fundamentalmente debido al chorro de gases de escape que expulsa continuamente.
La turbina es más fiable y fácil de mantener que un motor de pistones, ya que tiene una construcción más sencilla con pocas piezas móviles. En la práctica, sin embargo, estas piezas experimentan un desgaste mayor debido a que sus velocidades de trabajo son muy altas.
La turbina es muy sensible al polvo y la arena fina debido a su gran consumo de aire y a la necesidad de que esté lo más limpio posible, para evitar la entrada de suciedad en la cámara de combustión, o abrasiones en los álabes de la turbina. En operaciones en desiertos deben utilizar filtros especiales y cambiarlos varias veces al día. Si el filtro falla o se coloca mal podrían penetrar objetos o metralla y dañar el motor. Aunque los motores de pistones también necesiten filtros, estos son más resistentes y duraderos.
Los motores de turbina tienen un problema táctico adicional, ya que al expulsar el chorro de gases por la parte trasera no permite a la infantería avanzar cobijándose tras el vehículo, lo que supone un problema importante en los combates urbanos.

## Rastros sónicos, sísmicos y térmicos
Los carros de combate inmóviles pueden ser bien camuflados en zonas arboladas o bosques donde hay una cobertura natural, haciendo más difícil la detección y ataque desde el aire. Por el contrario, en zonas abiertas es muy difícil ocultar un tanque. En ambos casos, cuando el tanque pone en funcionamiento su motor o empieza a moverse puede ser descubierto con mayor facilidad debido al ruido y calor que genera su motor. Las marcas de las orugas que deja el carro de combate en el terreno pueden ser observadas desde el cielo, y el movimiento en desiertos crea nubes de polvo fáciles de localizar.
Un tanque detenido que acaba de apagar su motor tiene una marca de calor considerable. Incluso si el tanque está oculto detrás de una colina, es posible que sea detectado por un operador experto que descubra la columna de aire caliente encima del tanque. Este riesgo puede ser reducido utilizando materiales térmicos que reduce la radiación de calor. Algunas redes de camuflaje son fabricadas con materiales que distribuye el calor de forma irregular, lo que reduce la regularidad de la traza térmica del tanque, también existen verdaderas vestimentas que cubren a los tanques en toda su superficie incluido el cañón que permiten disminuir su firma infrarroja.
El motor diésel o la turbina de gas que impulsa al carro de combate tiene una potencia comparable a la de una locomotora diésel. El ruido generado por un único tanque se puede oír a grandes distancias. Cuando un tanque pone en funcionamiento su motor estando detenido la tierra de su alrededor comienza a temblar. En movimiento, estas vibraciones aumentan. Las marcas acústicas y sísmicas entre los motores diésel son similares; en las turbinas de gas, la marca acústica es mayor debido a su sonido de alta frecuencia generado que le hace más distinguible de los otros ruidos.
La potencia de salida de los motores de los tanques modernos, generalmente más de 750 kW o 1000 CV asegura que produzcan una traza térmica distintiva. La masa compacta de metal del casco del tanque disipa el calor dejando una marca precisa. Un tanque en movimiento es un objetivo fácil de detectar con escáneres infrarrojos.
Hacer que un tanque se ponga en movimiento demostró ser importante durante la guerra de Kosovo en 1999. Durante las primeras semanas del conflicto, las salidas aéreas de la OTAN eran ineficaces para destruir tanques serbios. Esto cambió cuando el Ejército de Liberación de Kosovo se enfrentó a los tanques. Aunque el ELK tenía pocas posibilidades de destruir estos tanques, su propósito era hacer que los blindados se pusieran en movimiento para que fuesen más fáciles de identificar y destruir por las fuerzas aéreas de la OTAN.

## Mando, control y comunicaciones

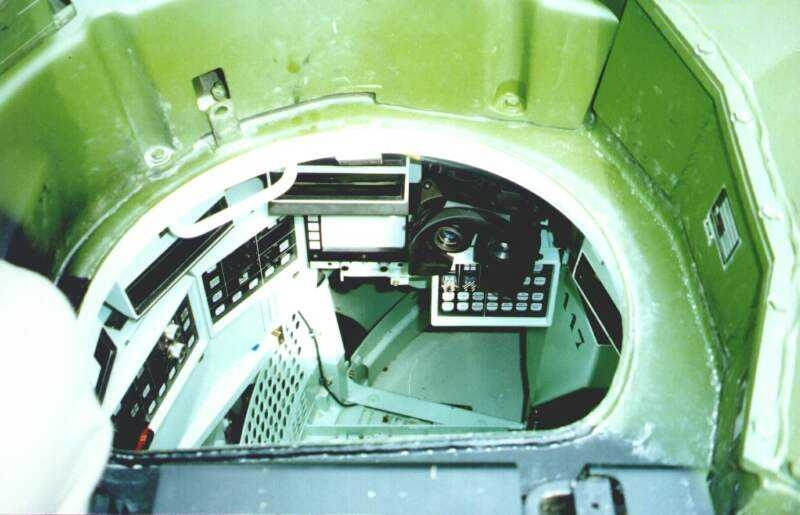
Controles en el interior del tanque Leclerc.

El mando y coordinación de una organización de blindados en el campo de batalla ha estado siempre expuesto a problemas particulares. Debido al aislamiento de las unidades pequeñas, vehículos individuales, e incluso la tripulación del tanque se han tomado acuerdos especiales. Los cascos blindados, el ruido del motor, el terreno, el polvo y el humo, y la necesidad de operar con la escotilla cerrada son los principales problemas de las comunicaciones.
El comandante debe ordenar cada acción de la tripulación, movimiento y fuego. En los primeros tanques, la tarea del comandante estaba obstaculizada por la necesidad de tener que cargar o disparar el cañón principal. En muchos vehículos blindados de combate, incluso actuales, el comandante trasmite las órdenes de movimiento al conductor dándole con el pie en los hombros y la espalda. Los vehículos modernos suelen llevar un intercomunicador, permitiendo que todos los tripulantes puedan hablar entre sí, y utilizar el equipo de radio. Algunos tanques tienen un intercomunicador externo en la parte posterior, para que la infantería pueda hablar con la tripulación.
En las primeras operaciones con tanques, las comunicaciones entre los miembros de una compañía de blindados se realizaban utilizando señales manuales o banderolas, y en algunas situaciones, los tripulantes debían dejar su tanque y acercarse al otro. En la Primera Guerra Mundial, los informes de situación eran enviados a los centros de mando lanzando palomas mensajeras. Las señales con bengalas, humo, movimiento y el disparo de las armas eran utilizados por las tripulaciones veteranas para coordinar sus tácticas.
Entre 1930 y 1950, la mayoría de las naciones equiparon a sus fuerzas blindadas con radios, pero las señales visuales se seguían utilizando. Un tanque moderno es equipado generalmente con un equipo de radio que le permite comunicarse con una red de radios de una compañía o batallón, y posiblemente con una red de mayor escala, para coordinarse con los otros ejércitos. Los tanques de los comandantes de la compañía o batallón suele llevar una radio adicional.
La mayoría de las fuerzas blindadas funcionan con el comandante de la tripulación, y posiblemente otros miembros, con la escotilla abierta, durante el mejor estado de alerta. Cuando hay fuego enemigo, o condiciones potenciales de ABQ, la tripulación cierra las escotillas y solo pueden ver el campo de batalla a través de visores y periscopios, reduciendo seriamente su capacidad de encontrar blancos y percibir peligros.
Desde los años 1960, el comandante de un tanque ha tenido equipo cada vez más sofisticado para la adquisición de blanco. En un tanque de combate principal, el comandante tiene visores panorámicos, con equipo de visión nocturna, que le permite asignar uno o más blancos, mientras que el artillero se enfrenta a otro. Los sistemas más avanzados permiten al comandante tomar el control de la torreta y dispara el cañón principal en caso de emergencia.
Los desarrollos recientes en equipamiento han mejorado el control de fuego, con el telémetro láser, los datos por GPS y las comunicaciones digitales.

## Clasificación
En un principio, se clasifican por su peso, así aparecen los tanques ligeros, medios y pesados. Luego aparecerían nuevos tipos, pues los tanques y otros vehículos motorizados se blindan, se arman con orugas y tienen armamento. Así aparecen tanques especializados en el arma de ingenieros (carros puente, carros levantaminas), zapadores, mando, telecomunicaciones, etc. También se podrían considerar como tanques a la artillería autopropulsada y a los cazacarros y antiaéreos. Algunos vehículos de transporte de infantería o de tropa (VTT) actuales pueden considerarse otro tipo de tanques, a pesar de ser carros de combate cuya función principal es el transporte de elementos al campo de batalla.

## Vulnerabilidad
Mientras que el carro de combate es un arma poderosa en el campo de batalla (aunque no en la guerra urbana, como demostró la batalla de Stalingrado), no es invulnerable. De hecho, esta superioridad del tanque ha sido la razón para centrarse en la mejora de armas anticarro. Con la llegada de los helicópteros anticarro y su posibilidad de impactar en las zonas altas menos protegidas de los blindados, se ha dicho que el tanque estaba obsoleto. Esto parece una afirmación prematura pues no ha habido combates destacables entre ambos sistemas con fuerzas similares, aunque muchas voces (especialmente de los que ceden fondos al ejército) afirman con severidad que los tanques son armas demasiado caras, pesadas, logísticamente poco versátiles. Actualmente las batallas en campo abierto comparables a las de la guerra del Golfo serán cada vez más improbables, ya no será necesaria la capacidad de lucha "stand off" con visores y cañones de largo alcance, que practicaron británicos y estadounidenses con los iraquíes en la primera Guerra del Golfo.
La tendencia observable se dirige hacia combates a corto alcance, incluso en entornos urbanos. Ahí la vulnerabilidad de los carros es especialmente patente, ya que están diseñados específicamente para luchar contra otros tanques, debido a que en la Segunda Guerra Mundial los tanques antitanque eran más rentables que los antiinfantería, por lo que se desarrollaron más. El reparto de blindaje es esclarecedor: un frontal fuertemente blindado, laterales relativamente poco blindados y parte trasera, suelo y techo muy poco blindados, con protección poco más que testimonial.

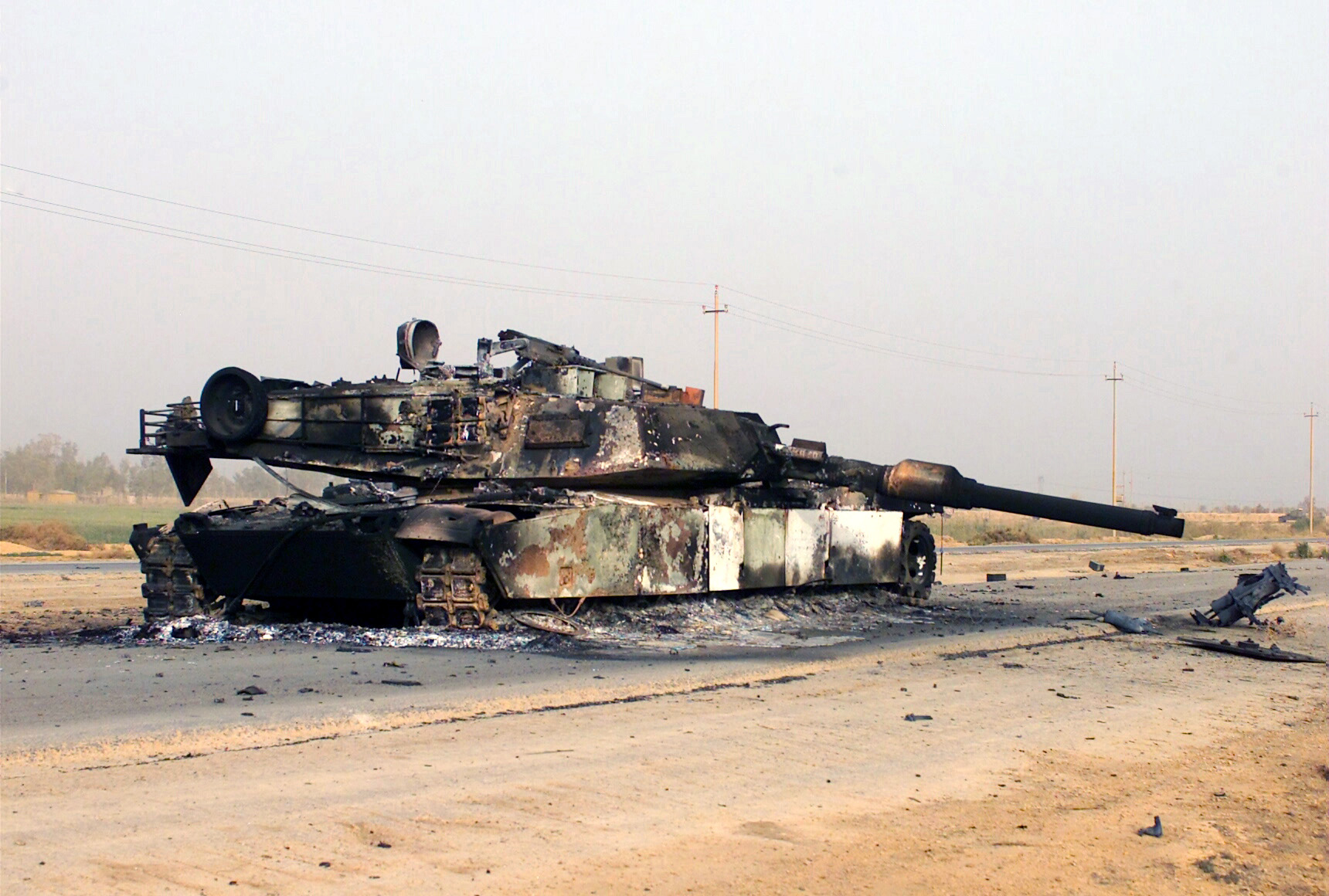
Un hundido M1A1 Abrams, Irak

El mejor ejemplo es la actual situación post-bélica en Irak, donde se están perdiendo más M1 Abrams en entornos urbanos que durante la primera y segunda guerra del Golfo. El Abrams es un carro de combate formidable, pero sus características de protección, potencia de fuego y movilidad aportan pocas ventajas en combates a corto alcance, donde se le puede atacar desde todos los ángulos posibles y explotar las carencias de protección en partes vitales como el motor, techo o parte inferior. Ventanas, alcantarillas, portales, vehículos... cualquier punto es una fuente potencial de peligro para un blindado en un entorno urbano.
Por ejemplo una mina improvisada (IED; Improvised Explosive Device, en inglés) enterrada en la carretera causó la baja del conductor de un M1A1 Abrams HA, que sin embargo fue capaz de proteger a sus cuatro tripulantes de disparos directos de proyectiles cinéticos de los T-72 e incluso de fuego aliado. También se perdieron varios carros bajo impactos de RPG-7, lanzacohetes anticarro de origen soviético que los insurgentes poseen en grandes cantidades y que pueden ser adquiridos en el mercado negro a un precio sumamente bajo, y destruir sin problemas cualquier carro pesado de varios millones de dólares si impacta en el lugar adecuado. Resumiendo, en combates urbanos están seriamente comprometidas la protección y la movilidad. Un proyectil de carga hueca en el techo podría tener fácilmente fatales consecuencias al menos para la tripulación de la torreta, o si impacta en el casco incendiar el combustible, o averiar el motor. Los militares afirman que un tanque inmóvil es aún mejor que un pato sentado. En cualquier caso quedará fuera de servicio, y es muy probable que de forma permanente.
Aunque se considere que la potencia de fuego de un carro de combate principal como incontestable, en la actualidad la investigación armamentística anticarro ha alcanzado un gran nivel, desde la fabricación de minas inteligentes que se despliegan al detectar la presencia de blindados y atacar desde arriba, municiones sub-calibradas que son o disparadas por la artillería convencional, la portada por un carro de combate, o por la aviación, hasta se ha llegado a la fabricación de misiles guiados por láser pesados de largo alcance ; lo que les hace especialmente peligrosos en entornos urbanos o cerrados, y los de corto alcance; que son transportados por la infantería. 
Estos ligeros ingenios disponen del modo "top attack", donde el proyectil describe una trayectoria balística para alcanzar al blanco en su parte superior (el precursor de esta modalidad fue el AGM 114 "Hellfire", misil anticarro utilizado por el helicóptero de combate Boeing AH-64 Apache). Dentro de su radio de alcance, del orden de 1 o 2 kilómetros, misiles como el FGM-148 Javelin estadounidense, el Spike israelí, MBT LAW británico entre otros, son capaces de destruir cualquier carro de combate moderno, incluidos los nuevos modelos más sofisticados como el M1A2 Abrams, el Leclerc francés,  el Leopard 2A6 o el Merkava Mk4, a los cuales últimamente se les ha equipado con blindajes compuestos y/o añadidos, pero con ciertos puntos débiles como en el techo, la bahía del motor, la unión de la torreta con el casco, y es que proteger dichas zona supondrían aparte de un aumento de peso de dichos blindados hasta niveles inadmisibles, implicarían gastos demasiado onerosos para cualquier ejército de la actualidad. Además, dentro de la doctrina militar moderna ya no se convocan prácticas deleznables como la de hacer obligatorio el sacrificar a la tripulación para ganar la partida a una formación rival que se considere amenaza; ya basta que con un misil se dejen dichas consideraciones a un lado, ya que estos pueden causar graves daños que lleguen al grado de inutilizar a los carros de combate para su operación, obviamente bien utilizados.
Dado que la protección pasiva parece haber alcanzado el límite práctico, se avanza hacia blindajes ligeros tipo "SLAT", compuesto de rejillas metálicas que hacen detonar el proyectil de carga hueca antes de tocar el casco, disminuyendo radicalmente su efectividad. Es la puesta al día de las cadenas metálicas que posee por ejemplo el Merkava Mk 3 para proteger la parte posterior de su torreta, y tienen exactamente la misma utilidad. Pero la solución no parece sobrecargar el vehículo con más blindaje, sino eludir el ataque. Bajo esta premisa varios ejércitos se han decidido a diseñar diferentes tipos de protección activa para sus carros: la idea es «si no puedes sobrevivir a un impacto, intenta evitar que te disparen».
La protección activa puede intentar confundir al operador atacante. El "Shtora" ruso responde a este fin. Usado en las últimas series T-80 y T-90, se basa en 2 emisores térmicos situados en los extremos del mantelete de la torreta, y dan imágenes falsas al operador que usa sistemas de visión térmica como el FLIR. Aún no se ha probado en combate y está por verse su efectividad contra los modernos sistemas FLIR de tercera generación occidentales. El inconveniente es que se podría adiestrar a los artilleros para contrarrestar el efecto de interferencia del "Shtora", con lo que parece más una solución de emergencia que algo definitivo.
Otros se basan en cortinas de humo desplegadas automáticamente al detectar la incidencia de un rayo láser guía de misiles en el carro, o la toma de medición de distancia por medio de un telémetro láser balístico de otro tanque. Dicho humo está especialmente diseñado
para impedir la visión con mira diurna y especialmente los sistemas de visión térmica. Impidiendo el haz guía del misil, o el láser para tomar la distancia, los ordenadores de tiro no pueden calcular la solución de disparo y se tienen más posibilidades de evitar un impacto que muy probablemente sería fatal. El Leclerc francés está equipado con este tipo de defensa activa, denominada Galix. En el T-90 ruso se está investigando un sistema homólogo.
Otros sistemas de protección activa están basados en radares milimétricos que detectan al misil o cohete atacante, calculan el tiempo de impacto y despliegan en el momento oportuno un sistema de contramedidas explosivas que destruye o desvía al misil en pleno vuelo, escasos metros antes de alcanzar su objetivo. La utilidad de estos sistemas está siendo probada actualmente por norteamericanos, rusos e israelíes en sus modelos M1A2, Merkava Mk4 y T-90. Por supuesto estos sistemas ofrecen nula protección frente a proyectiles penetradores cinéticos de alta velocidad (la composición y especialmente el grosor del blindaje es lo único que puede detenerlos), pero parecen especialmente efectivos con misiles.
Una máxima militar indica que no se puede atacar lo que no se puede ver. Los estadounidenses parecen especialmente interesados en ella, dado su nivel de inversión en costosas y sofisticadas aeronaves denominadas «furtivas», como el avión de ataque F-117, el bombardero B-2, el helicóptero RAH-66 Comanche —cancelado—, el caza F-22 Raptor, etc.
Camuflar un tanque ante la óptica diurna es relativamente fácil, pero es tarea casi imposible ante la térmica. Por este motivo se estudian pinturas especiales que reducen la firma térmica, de forma que un tanque frío sea poco o nada observable bajo sistemas FLIR. Así se espera conseguir que un artillero no pueda identificar un blanco, o incluso localizarlo si la distancia es suficiente. Impedir la localización por parte de radares milimétricos que equipan los helicópteros de combate modernos es tarea mucho más difícil, aunque con estas pinturas también puede reducirse la traza observable para el operador del radar.
De todas formas y a pesar de tanto avance los carros pesados están llamados a dejar de ser reyes del campo de batalla, al considerarse cada vez menos necesarios, caros de mantener y que presentan problemas logísticos preocupantes. El objetivo de tantas investigaciones apunta a un carro ligero, incluso con neumáticos en vez de orugas, con sofisticadas defensas activas y armado con misiles. Este parece definitivamente el sistema que será utilizado por los ejércitos en el futuro. Tendrá multitud de versiones, como el CV90 sueco o el Pizarro español, y por su ligereza será mucho más móvil.

### Infantería

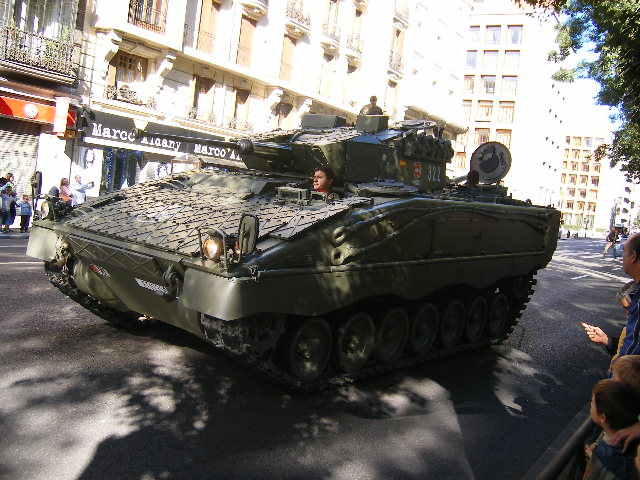
Pizarro del Ejército de Tierra de España en Madrid, 2006.

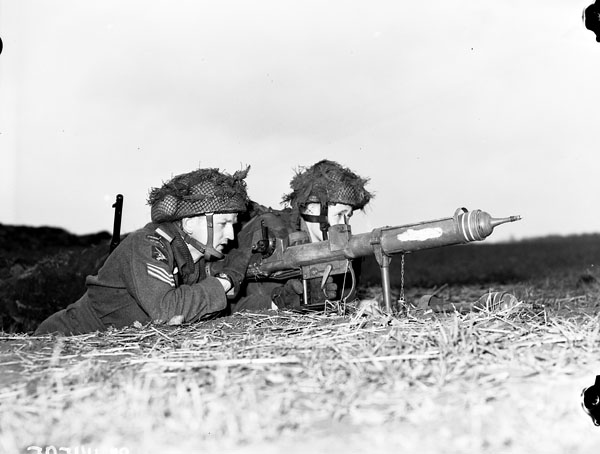
Soldados canadienses con el PIAT, una de las primeras armas personales anticarro.

El tanque es aún vulnerable a la infantería, especialmente en terreno cerrado y áreas urbanas. El blindaje y la movilidad de los tanques son ventajas notables, pero también los hacen pesados y ruidosos. Esto puede darle la iniciativa a la infantería enemiga, permitiéndoles detectarlos, rastrear y evitar los tanques hasta que puedan realizar un contraataque. Las tácticas con blindados han insistido en utilizar apoyo de infantería desde las derrotas de los tanques pesados en la Segunda Guerra Mundial.
Para las tropas veteranas, es relativamente fácil que un soldado se acerque al tanque, especialmente cuando estos tienen las escotillas cerradas, debido a la limitada visión de la tripulación del carro. Si la escotilla está abierta y un miembro de la tripulación asoma su cabeza y parte del cuerpo, puede recibir un disparo.
Una vez que un soldado está cerca del tanque, no puede ser apuntando por el cañón principal o la ametralladora coaxial. Cuando los tanques están en grupos este es un problema menor, ya que pueden comunicarse con los tanques vecinos para defenderles utilizando sus ametralladoras y armas ligeras contra el soldado sin dañar el tanque.
Mientras que la mayoría de las armas de infantería antitanque como cohetes, misiles y granadas, estas pueden penetrar en las zonas menos blindadas y realizar daños en la transmisión para inmovilizar al tanque. Los tanques también son vulnerables a las minas antitanque colocadas a mano.
Un clásico ejemplo de cohete anticarro es la familia RPG de origen soviético. Se han mostrado muy efectivos y han sido extensamente usados en infinidad de conflictos. La última versión, el RPG-29, durante el último conflicto armado en el Líbano ha demostrado capacidad para destruir el más protegido de los blindados, el Merkava.
Además, en áreas urbanizadas, el carro de combate es muy vulnerable a ser atacado desde zonas altas y, a veces, zonas bajas, recibiendo impactos en las partes menos protegidas.

### Artillería
Los proyectiles convencionales de la artillería no son efectivos contra tanques, pues el blindaje puede soportar estos impactos excepto el impacto directo de un proyectil suficientemente poderoso. Incluso si el proyectil no penetra el blindaje, aún puede inhabilitar al tanque debido al golpe.
Sin embargo, en los últimos treinta años, se ha desarrollado una amplia variedad de proyectiles antitanques, como los guiados por láser (CLGP) que garantizan virtualmente un impacto en la zona alta del blindaje.
Existen formas para intentar neutralizar o destruir un tanque como lanzando una gran cantidad de granadas del tipo HEAT o HEDP con la posibilidad de alcanzar al carro de combate, que recibirá daño ya que impactarán en la parte superior del chasis. Otra forma es dispersar una cantidad de pequeñas minas antitanque, que probablemente no penetrará el blindaje, pero puede dañar las orugas y dejar el tanque inmóvil.
Estos tipos de munición suelen ser disparados por artillería de calibres medianos, de 152 o 155 mm. También se han desarrollado morteros de calibres grandes (81 mm y mayores) con munición guiada interna y externamente.

### Helicópteros

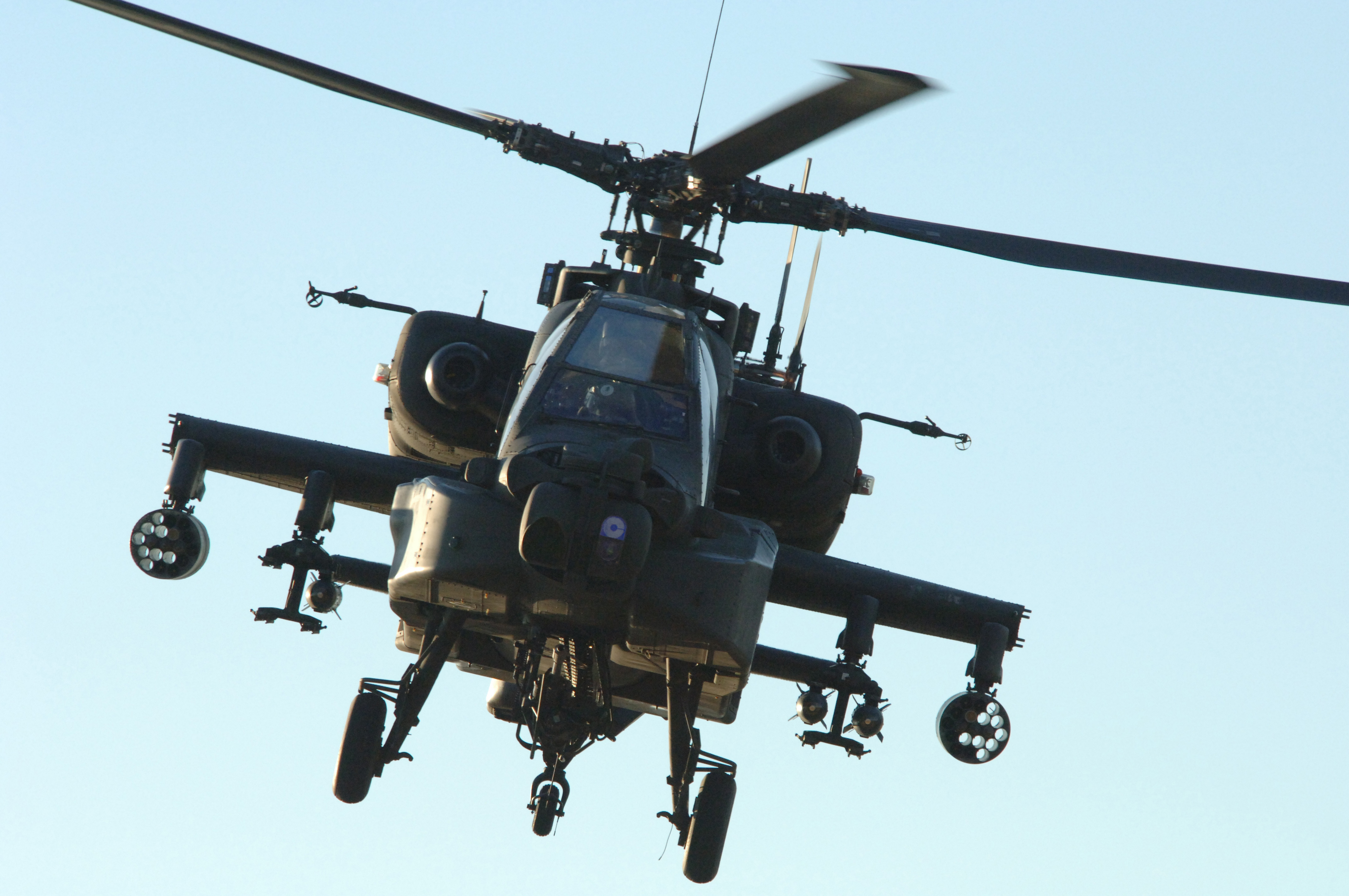
El helicóptero de ataque AH-64 Apache tiene capacidad antitanque.

Una de las mayores amenazas para el tanque actualmente es el helicóptero de ataque, armado con misiles antitanque de largo alcance, cohetes y cañones automáticos o de cadena.
El helicóptero puede colocarse en una posición donde no sea fácil de ver desde un tanque, y después atacar desde cualquier punto. La movilidad de estos aparatos es su mayor ventaja frente a la limitada visión que ofrecen los tanques.
El arma antitanque por excelencia de los helicópteros son los misiles guiados, la mayoría de los cuales con suficiente autonomía como para ser disparados desde más allá del alcance del objetivo terrestre. Esto sin embargo puede cambiar ante el inminente desarrollo de nuevos proyectiles anti-helicóptero que pueden ser disparadas desde el cañón principal. Las series T modernas de tanques rusos poseen el AT-11 Sniper, un misil de largo alcance con capacidad de atacar objetivos en vuelo bajo y despacio, como un helicóptero en combate.
Armados con cohetes, pueden causar daños suficientes como para comprometer la funcionalidad del carro aunque no lo destruyan. Del mismo modo los potentes cañones automáticos de 20 o 30 mm pueden causar daños indirectos similares, y permiten atacar zonas vulnerables como el techo si las condiciones del disparo lo permiten.

### Minas
Los carros de combate siguen siendo vulnerables a las minas antitanque. Estas tienen la principal ventaja de su bajísimo coste y fácil ocultación. Además son especialmente peligrosas, al atacar una de las zonas menos blindadas. Suelen ser letales para blindados ligeros y transportes de tropas, y como poco causan la inmovilización de un carro pesado.
Recientemente existen modelos de minas anticarro activadas por sensores magnéticos que detectan la presencia de blindados, capaces incluso de disparar una carga portadora de sub-munición que ataca al tanque desde arriba.
Las minas son y seguirán siendo grandes enemigas de los ingenios blindados, ya que la rotura de las orugas supone, en un carro pesado, levantar la torreta, levantar el casco, reparar las ruedas de carretera e instalar orugas nuevas.

### Aviones
Muchos aviones de ataque a tierra han sido específicamente construidos para el apoyo aéreo cercano, como el Fairchild-Republic A-10 Thunderbolt II y el Sukhoi Su-25, que incluye la destrucción de tanques. Estos aviones pueden utilizar armas similares a los helicópteros, además de bombas de caída libre o guiadas por láser.

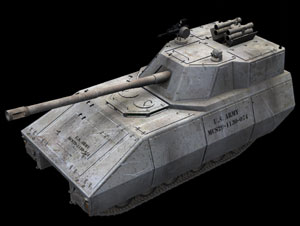
Representación artística del FCSMCS.

## Investigación y desarrollo
Existe mucha especulación sobre cómo los carros de combate evolucionarán en los conflictos actuales. Las investigaciones apuntan a hacer el tanque invisible al radar adaptando las tecnologías furtivas creadas originalmente para la aviación. También se investiga nuevos sistemas de propulsión y blindajes.
Si los diseños de tanques cambian a motores eléctricos como los utilizados en equipos pesados de construcción, en lugar de la transmisión directa, o utilizan armas del tipo cañón de riel, como se está estudiando en barcos, seguirá habiendo la necesidad de una mejor planta motriz. La turbina de gas y el motor diésel sirve para las necesidades actuales, pero es posible que otros tipos de motor experimentales sirvieran.